# قصبة الجزائر
قصبة الجزائر، المعروفة باسم القصبة، تتوافق مع مدينة الجزائر القديمة أو المدينة العتيقة، عاصمة الجزائر، والتي تعدّ من مواقع التراث العالمي لليونسكو منذ عام 1992. وتقع إداريا في بلدية القصبة في ولاية الجزائر.
يعود تاريخها إلى العصور القديمة، حيث أنها كانت أولا ميناءً قرطاجيا، ثم بربريا وأخيرا رومانيا. تأسست في القرن العاشر من قبل الأمازيغ تحت سلالة الزيريين، وتم إثراؤها من طرف الأندلسيين. ثم وصلت إلى ذروتها خلال فترة إيالة الجزائر، التي كانت مقر السلطة السياسية. استعمرت قبل الفرنسيين في عام 1830، وهُمشت تدريجيا لأن مراكز السلطة نقلت إلى المدينة الجديدة. احتلت دورا مركزيا خلال الثورة التحرير الجزائرية، حيث كانت بمثابة معقل لاستقلال جبهة التحرير الوطني. بعد استقلال البلاد عام 1962، لم تستعد دورها المركزي، وأصبحت مرة أخرى منطقة مهمشة من المدينة.
مثال على العمارة الإسلامية والتوسع الحضري للمدينة العربية-الأمازيغية، وهي أيضا رمز للثقافة الجزائرية، موضوع للإلهام الفني ومقر للخبرة الحرفية الموروثة. يهددها الافتقار إلى الصيانة واهتمام سكانها وإدارتها، على الرغم من تصنيفها من قبل اليونسكو. الجهات الفاعلة المحلية تكافح للحفاظ على تراثها المادي وغير المادي.

## جغرافية

### علم المكان
القصبة هو الجزء المركزي من المدينة أو المعقل. وكان مصطلح « قصبة » يرجع في الأصل إلى أعلى نقطة في المدينة العتيقة في العصر الزيري. بالتمدد طُبق على المدينة بأكملها، والتي حصنت بأسوار وقت إيالة الجزائر، في القرن السادس عشر.

### الموقع والطوبوغرافيا

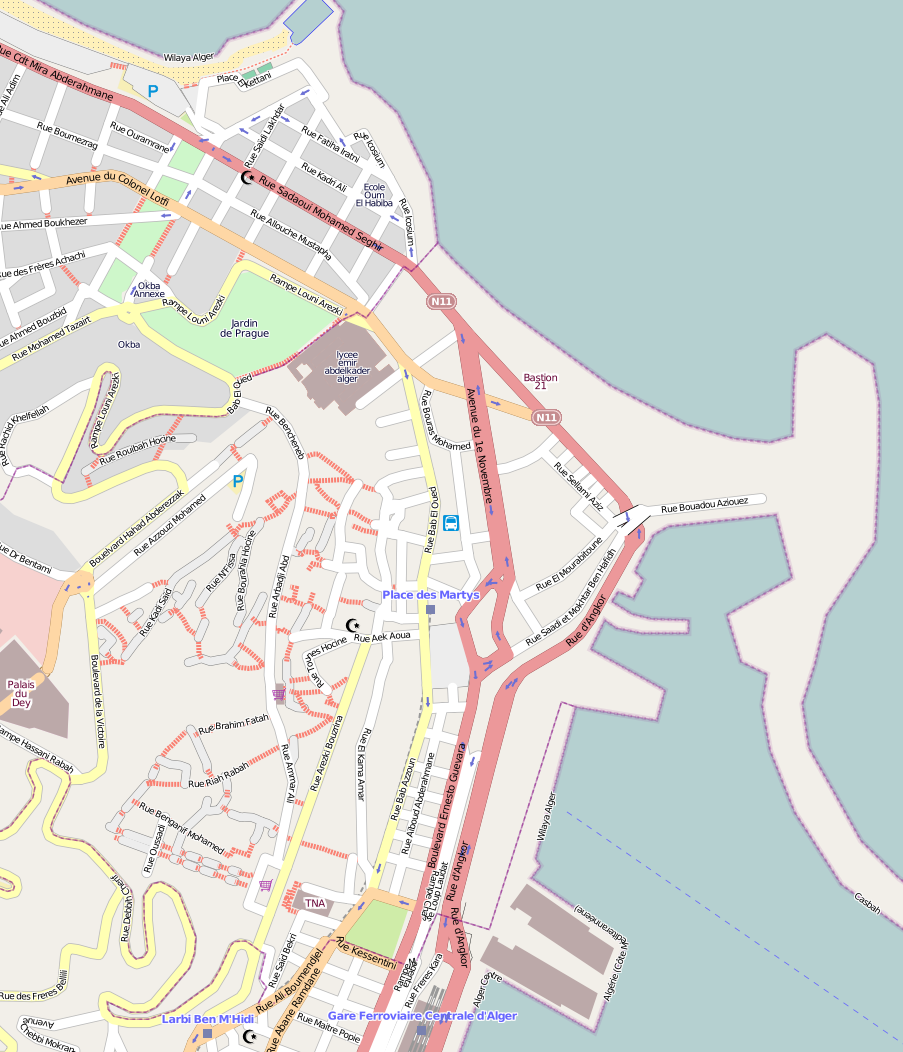
مخطط القصبة.

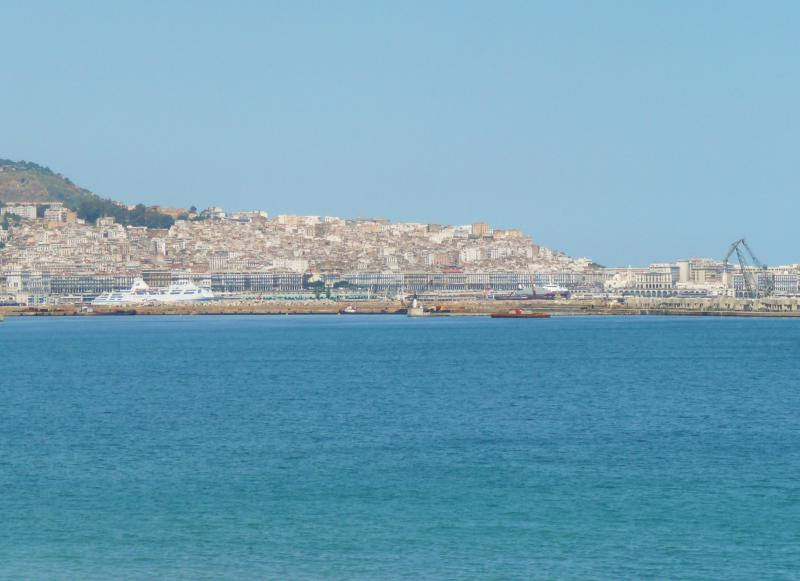
نظرة على القصبة مع خلفية مرتفعات بوزريعة.

تقع القصبة في وسط مدينة الجزائر، وهي قلب تاريخي. وتحتل المدينة موقعا إستراتيجيا تاريخيا نظرا لموقعها الجغرافي على مستوى الجزائر والمنطقة المغاربية. تقابل البحر الأبيض المتوسط، وهي مبنية على تضاريس مع قطرة عمودية يبلغ 118 مترا. القصبة عبارة عن سرح لمجموعة متشابكة من المنازل المبنية على منحدر. الشوارع الضيقة والمتعرجة تجعل من المنطقة خالية من السيارات، لذا التزود بالوقود أو جمع القمامة لا يزال يتم عادة من قبل الحمير. وهي تشكل مثلثا تنظم قاعدته إلى خليج الجزائر، الذي يعطيها، بنظرة من المحيط، جانبا من « الهرم الهائل »أو « المدرج الثلاثي ». المعقل، يطل على موقع المدينة العتيقة، ويعطيها شكل « المدينة المحروسة"، تلقب بالجزائر المحروسة. هذه السمعة موجودة حتى أوروبا، في ذاكرة فشل تشارلز الخامس في 1541 واستمرت حتى الاستعمار الفرنسي في 1830.
يرجع الاستيطان في الموقع إلى الفترة البونيقية، التي يرجع تاريخها إلى نهاية القرن السادس قبل الميلاد. في ذلك الوقت، سعى القرطاجيون لتثبيت سلسلة من التبديلات على الساحل الجنوبي للبحر الأبيض المتوسط للسيطرة على مختلف التدفقات التجارية، ذهب جنوب الصحراء الكبرى، والفضة الإسبانية، أو قصدير جزر Cassiterides. هذا الجهاز، سمى « المقاييس البونيقية"، يسمح للملاحين بالعثور على ملجأ لهم ومكان لتبادل السلع. موقع مدينة الجزائر العاصمة، كان يسمى إيكوسيم، يمتلك عدة جزر تمكنه من أن يأوي مراسي وملاذات، في ذلك الوقت، وجد الموقع لضرورة العثور على صلة بين اثنين من المؤسسات البونقية المتباعدة بـ 80 كم، برج البحري (روسڨونياي) وتيبازة.
الموقع محمي، من ناحية، من ساحل باب الوادي، ومن ناحية أخرى، خليج أغا الذي يتعرض للرياح الشمالية والشرقية، ويضم أربع جزر بالقرب من الشاطئ، أما على الشاطئ، فإن الرعن الذي يبلغ طوله 250 مترا بمثابة ملجأ. كتلة بوزريعة الجبلية توفر ركام الحجر الجيري، والأراضي المحيطة بالطوب والموارد المائية. وهذا الدور الذي تقوم به المدينة يؤكده الجغرافي القرطبي أبو عبيد الله البكري الذي ذكر في القرن الحادي عشر أن المدينة محمية بمرسى طبيعي، وجزرها وخليجها، وأنها بمثابة نقطة ملاذ في فصل الشتاء. الموقع في فترات مختلفة كان ملجأ للسفن التجارية، للقراصنة وقرصنة تفويضية

### المناطق الداخلية
تشكل كتلة بوزريعة، التي يبلغ ارتفاعها 400 متر، جزءا من الساحل الجزائري الذي يفتح على سهل متيجة ثم جنوبا إلى مرتفعات الأطلس، حيث تعد مدينة الجزائر منفذها. وتساهم هذه المناطق النائية في إثراء المدينة في مسار التاريخ من خلال إنتاجاتها الزراعية من الماشية وتربية النحل. ومنذ العصور الوسطى، ساهمت المدينة بحضور أصحابها الزراعيين، بطابعها التجاري وبوضعها كميناء هام للبحر الأبيض المتوسط؛ قامت بتصدير مختلف الإنتاج المحلي. تقع مدينة الجزائر أيضا على حواف منطقة القبائل وأصبحت من القرن السادس عشر، المكان الرئيسي لاستقبال السكان القادمين منها، بعد إزاحة بجاية، المدينة الهامة الأخرى في المغرب الأوسط. وبالتالي جذبت منتجين هذه المنطقة والقوة العاملة.

### الهيدروجيولوجيا
المياه التي تأتي إلى المدينة القديمة تأتي من جبال ساحل الجزائر ومن مناطق الماء الجوفية بالحامة، حيدرة وبن عكنون. يتم نقلها من قبل شبكة من القنوات التي يرجع تاريخها إلى وقت إيالة الجزائر، والتي لا يزال قائمة. يتم استبدالها الآن بشبكة توزيع أكثر حداثة، يعود تاريخها إلى أوائل القرن العشرين.
دعمت القصبة بأربعة قنوات رئيسية خلال إيالة الجزائر، وبعضها عمل حتى بداية القرن العشرين. المياه تأتي من المناطق المحيطة بها: الساحل، تيليملي، حامة، حيدرة وبيتراريا. وترتفع المياه من المياه الجوفية بواسطة نظام من النورياس يتراكم في أحواض تضخ تدفق المياه. ويمكن أيضا استخدام شبكة من صالات التصفية لجمع طبقات المياه الجوفية الصغرى. بعد أن مرت من خلال القنوات، تتدفق المياه إلى الخزانات على أبواب المدينة نفسها بدءا نقاط للأنابيب تصل إلى مختلف نوافير. بنيت القنوات بين 1518 و1620 وتذهب من خلال فاهسنوت 3 لإطعام المدينة. فهي لا تقتصر على تدفق الجاذبية، بل تستخدم تقنية الأبراج تحت الأرض أو السيفون. وتتكون هذه التقنية من تمرير أنبوب الماء من خلال عمود في الارتفاع. إذا من النظرة الأولى أنه يبطئ تدفق المياه، لديها بعض المزايا: إخلاء ضغط الهواء، مواءمة ارتفاع المياه في مختلف القنوات والسيطرة النسبية للتدفق. تم العثور على هذه التقنية من تحت الأرض في القسطنطينية وفي بعض المدن من إسبانيا والمنطقة المغاربية.
وتقع الينابيع في منطقة من نتوءات الحجر الجيري، النيسات والأوردة من الغرانوليتس يستريح على سرير ششيستوس. ويتم تزويد المياه، بالإضافة إلى المصادر والقنوات والنوافير، بآبار محلية بعمق يتراوح بين 50 و70 مترا، مثقوبة في طبقات الغنيس أو الصخر الزيتي

## التاريخ

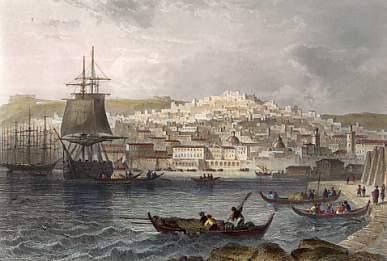
قصبة الجزائر

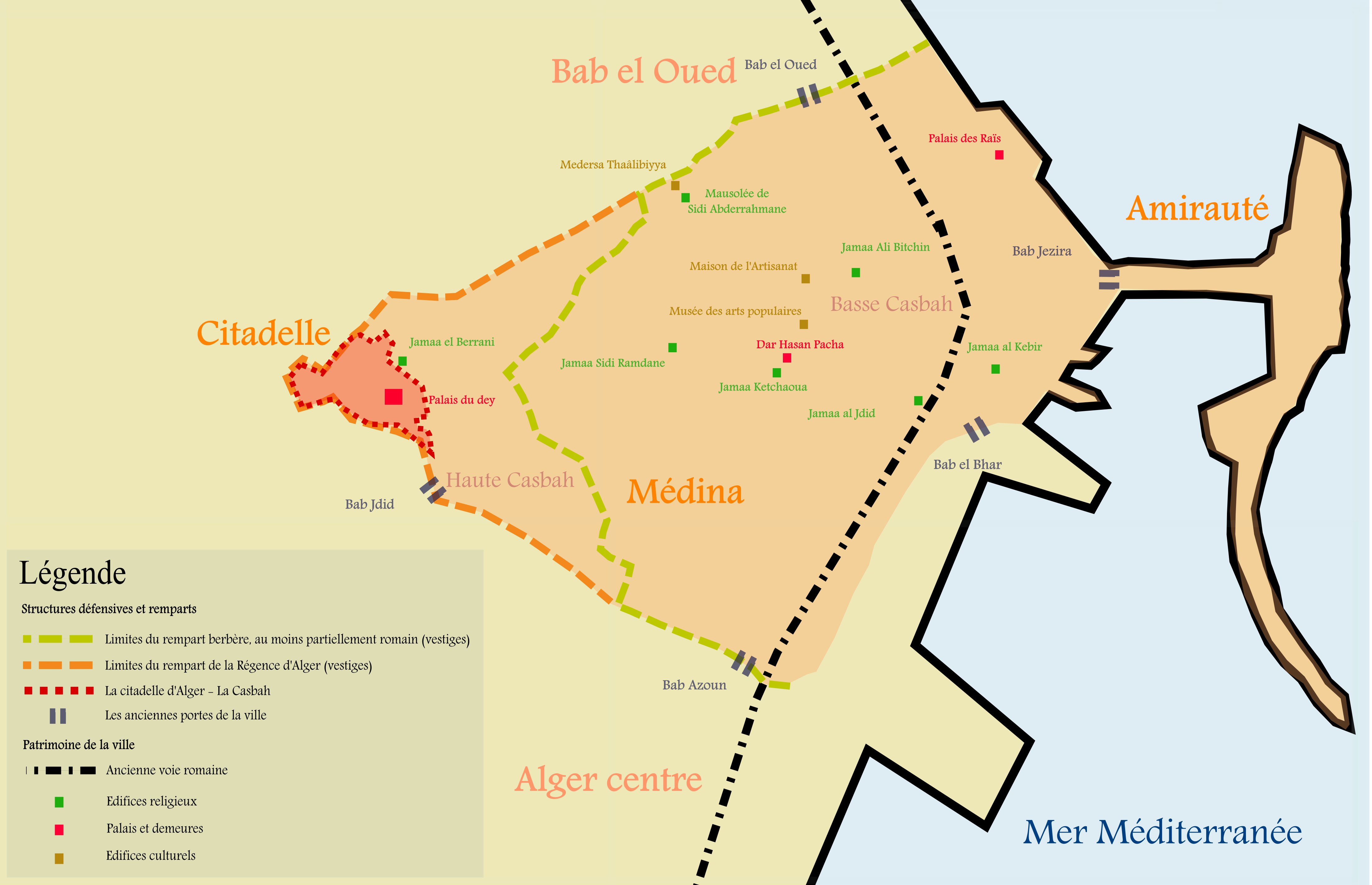
قصبة الجزائر ومختلف المواقع التاريخية.

قصبة الجزائر هي مدينة عتيقة قديمة والتي يعود أصلها إلى ألفية إذا أخذ المرء في الاعتبار الماضي البونيقي والروماني للموقع. وتعدّ ممتلكات ثقافية ذات أهمية عالمية بسبب تراثها القديم والتاريخ الذي تشهد عليه.

### قبل التاريخ
ليس لموقع القصبة آثار مستوطنة ما قبل التاريخ. ومع ذلك، وبالنظر إلى أن هناك أدلة على وجود مثل هذه التسوية في المنطقة المجاورة مباشرة (جبال ساحل الجزائر)، فمن المرجح أن هذه الآثار في الواقع ملثمين من التحضر الكثيف والدائم للموقع وكان أيضا مأهولة منذ العصر الحجري الحديث.

### في العصور القديمة البونيقية، النوميديية والرومانية

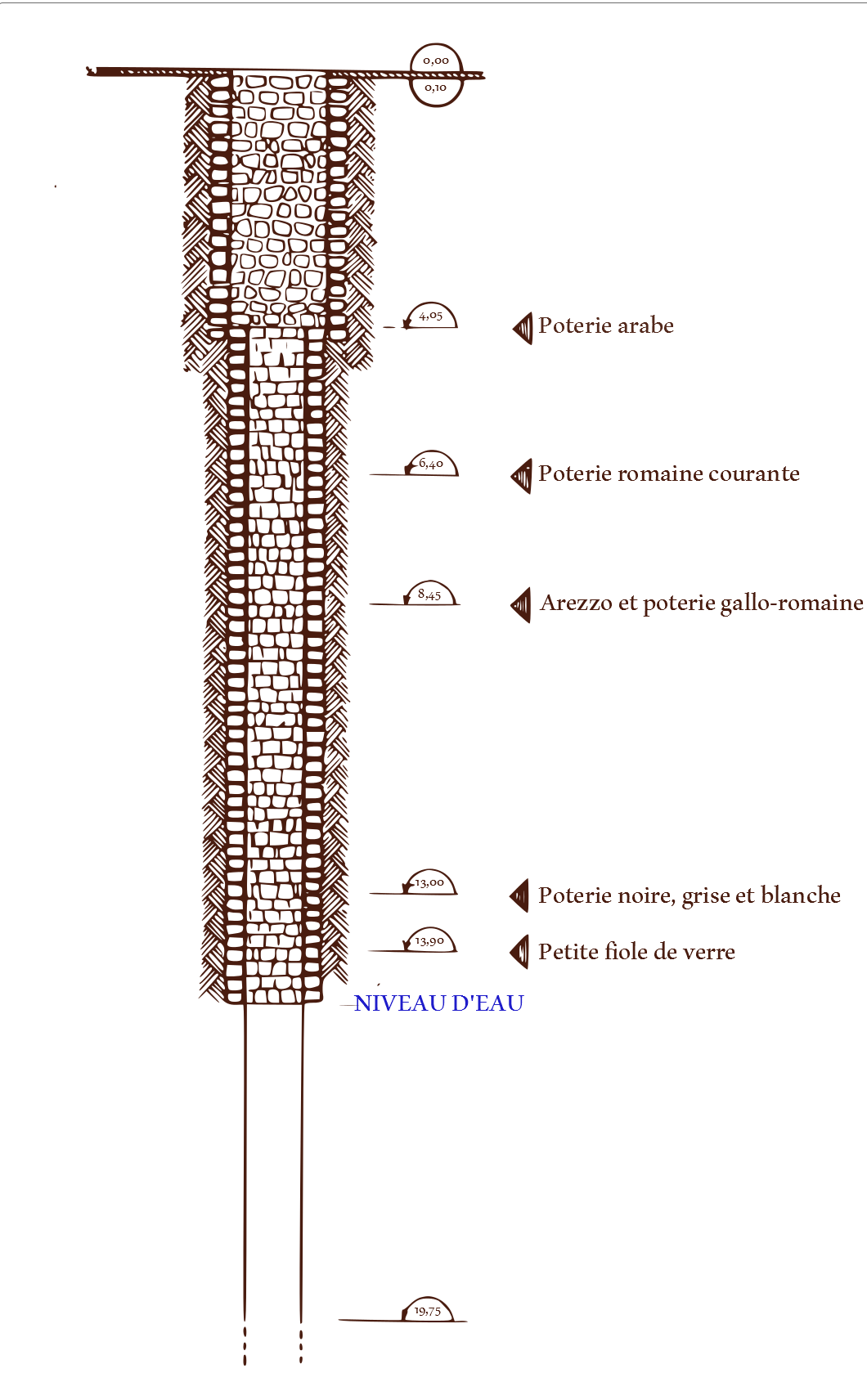
الرسم البياني للبئر القديمة للقصبة السفلية.

لا يمكننا أن نحدد تاريخ إنشاء مدينة الجزائر القديمة (إيكوسيم) من قبل الفينيقيين، على الرغم من أنه من المرجح أنه كان بعد نهاية القرن السادس قبل الميلاد. ويبدو أن اثنين من الموانئ أسستا في خليج الجزائر؛ أحدها روجغونياي (برج البحري) من الشرق، يسمح للملاحين بالإيواء من الرياح الغربية؛ الأخرى إيكوسيم (مدينة الجزائر) في الغرب، مأوى من الرياح الشرقية. من هذه الفترة، تم العثور على لوحة تذكارية بونيقية، في شارع القصر القديم في الجزائر العاصمة، تابوت حجري في عام 1868، في حديقة مارينغو، التي تحتوي على جواهر من تلك الفترة، وبالأخص العديد من القطع النقدية في المنطقة البحرية.
هذه 158 قطعة بونيقية من الرصاص والبرونز، التي يرجع تاريخها من 2 إلى القرن 1 قبل الميلاد. التي تحمل نقش « إكوسيم » يمكن أن تشهد على اسم مدينة الجزائر القديمة. ووفقا لكانتينو، فإن الأصل البونيقي للكلمة إكوسيم يشير في الواقع إلى كلمتين مترابطتين: إ يعني « جزيرة » وكوسيم « بومة » أو في ترجمة بديلة « شوكة ». لذا فإن الاسم القديم للجزائر، إكوسيم يعني إما « جزيرة البوم » أو « جزيرة الشوك ». فيكتور بيرارد، بدعم من كاركوبينو، فضل الترجمة إلى « جزيرة النوارس ». كما تم اكتشاف بئر قديمة في منطقة البحرية؛ يحتوي على قطع فخار من عصور مختلفة. في الفترة القديمة، عثر على رفات تشهد على العلاقات التجارية مع الغرب المتوسطي (بلاد الغال، إسبانيا، جنوب إيطاليا) من الثالث إلى القرن الأول قبل الميلاد. ثم في وقت لاحق، مع الحضور الروماني في القرن 5.
سقوط قرطاج، في 146 قبل الميلاد، لم ينطوي على تغييرات كبيرة لإكوسيم والتي هي جزء من المملكة النوميدية ثم تدخل منطقة نفوذ مملكة المور للملك بوتشوس وخلفائه. موريطنية، التي تتوافق مع الجزء الغربي من شمال أفريقيا، بقيت مستقلة حتى 40 ميلادية، حيث وجدت نفسها، بعد فترة من عهد الملوك الأساسيين مثل بطليموس الموريطني، تحت سيطرة الإمبراطورية الرومانية. اسم إيكوسيم (Ikosim) ترجم في اللاتينية إلى إيكوسيوم (Icosium) عند إستقرار المستعمر الروماني هناك في زمن الملوك، حتى قبل الغزو الروماني. وهكذا، شهدت المدينة الحاكم الروماني في وقت مبكر، كما يتضح في قاعدة فخرية باللاتينية بشأن الملك بطليموس، وجدت في الشارع الحاج عمر بالقصبة. يظهر نقش آخر يشير إلى بطليموس على لوح في مئذنة الجامع الكبير.
في 40 م، تم تخفيض موريتانيا إلى رتبة محافظة من قبل الإمبراطور كاليغولا. ويعتمد الإيكوسيوم على وكيل النيابة الذي استقر في قيسارية (شرشال). منح فيسباسيان امتيازات القانون اللاتيني لـإيكوسيوم، التي أصبحت مدينة رومانية.
كانت المدينة التي يحيط بها السور القديم تغطي بالفعل تقريبا مساحة مماثلة لتلك التي احتلت خلال فترة إيالة الجزائر، ولكن المنازل تتركز بشكل رئيسي في الجزء المجاور من البحر؛ فإن المنحدرات الشديدة كانت تشغلها الحدائق. فوق المدينة المنخفضة الكثيفة، قد تشمل الارتفاعات الأحياء السكنية؛ وتحيط بالفيلات الريفية كلها. تم اكتشاف آثار مختلفة الأزمنة حول موقع القصبة، تظهر تخطيط الطريق الروماني القديم المؤدي إلى حي بلويزداد.
المدن السفلى التي تقع خارج المدينة وفقا للاستخدام الروماني تعطي إشارة أكثر دقة لمحيط مدينة إيكوسيوم. تشير المقابر التي تم العثور عليها إلى أن الدفن يقع شمال وشمال غرب المدينة، وهو ثابت تاريخي عثر عليه في العصور البربرية والتركية، وفي الوقت الحاضر مع مقبرة سانت يوجين، التي والخصوصية هي أن تكون على بعد كيلومترين من القصبة بينما المقابر تقليديا وضعت مباشرة تحت الأسوار.
من الصعب العثور على محاور المدينة القديمة بسبب العديد من التغييرات في النسيج الحضري. ومع ذلك، تم استبدال الجزء السفلي من القصبة جزئيا من قبل مدينة استعمارية حديثة، والتي تتبع مسار والطرق الموجودة بالفعل في العصور القديمة.
لا نعرف الكثير عن الحياة الاقتصادية للمدينة في ذلك الوقت.
هناك القليل من المعلومات عن القرون التالية، باستثناء اقالة المدينة من قبل فيرموس في 371 أو 372. تم تمييع التاريخ القديم للإيكوسيوم في تاريخ موريطانيا القيصرية بعد ذلك في الهيمنة البيزنطية حتى تأسيس المدينة الحالية - جزائر بني مزغنة - في عام 960 من قبل بلقين بن زيري، الذي فتح فصلا جديدا في تاريخ المدينة.

### فترة الزيريون والمغرب الأوسط في ظل السلالات الحاكمة الإسلامية

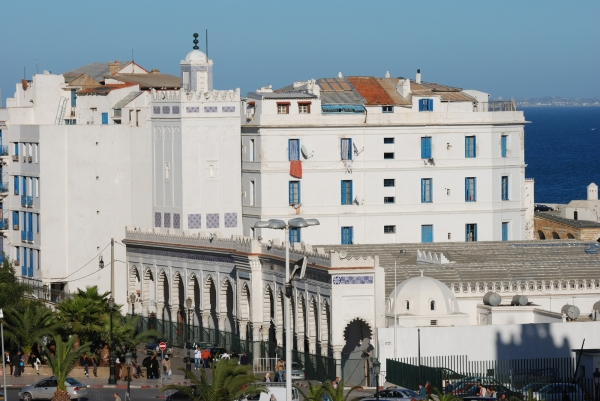
الجامع الكبير بمدينة الجزائر، الذي بني في زمن المرابطين.

تتوافق القصبة مع مدينة الجزائر، المدينة العتيفة، التي بناها بلقين بن زيري في عام 960 على أنقاض المدينة الرومانية القديمة إيكوسيوم، وتقع في أراضي قبيلة بربرية تدعى بني مزغنة.الاسم الذي طلقه بولوغين بن زيري يشير إلى الجزر التي كانت تواجه ميناء الجزائر في ذلك الوقت. وفقا للفرضيات الأخرى التي طرحها أبو عبيد الله البكري، الجغرافي الأندلسي الشهير، فإن الاسم الصحيح حوفظ عليه عن طريق التقليد الشفهي لسكان المدينة الذين يصفونه بأنه دزاير، والذي كان تكريما لزيري مؤسس المدينة. إلى جانب ذلك، سكان المدينة حتى يومنا هذا يسمون أنفسهم بـ دزيري.

يصف ابن حوقل، وهو تاجر من بغداد، المدينة في القرن العاشر:
« إن مدينة الجزائر، يكتب، مبنية على الخليج وتحيط بها سور. وهي تحتوي على عدد كبير من البازارات وبعض مصادر المياه الصالحة للشرب بالقرب من البحر، ومن هذه الينابيع يسحب السكان المياه التي يشربونها. في ملحقات هذه المدينة تجد حملات واسعة جدا والجبال التي تسكنها عدة قبائل بربرية. وتتألف الثروة الرئيسية للسكان من قطعان من الماشية ورعي الأغنام في الجبال. توفر الجزائر الكثير من العسل حيث يشكل مادة للتصدير، وكمية من الزبدة والتين وغيرها من السلع الكبيرة جدا بحيث يتم تصديرها إلى القيروان وأماكن أخرى. »
المقدسي، الذي زار المدينة حوالي 985، إستعاد معظم ملاحظات ابن حوقل. وفي الوقت نفسه، لاحظ البكري أهمية التراث القديم للمدينة. ولاحظ وجود دار الملعب (المسرح والمدرج) والفسيفساء وأطلال كنيسة. ولاحظ أيضا وجود العديد من الأسواق ومسجد كبير. كما وصف ميناء محمي بشدة، الذي يرتاده البحارة من إفريقية وإسبانيا و« بلدان أخرى ».
مرت مدينة الجزائر على أيدي المرابطين في عام 1082. بقيادة يوسف بن تاشفين، حيث بُني مسجد الجزائر المعروف باسم الجامع الكبير. في عام 1151 قام الزناتي عبد المؤمن بن علي من ندرومة بضم مدينة الجزائر إلى الموحدون، وأصبح خليفة الموحدين في كل من المنطقة المغاربية والأندلس.

### إيالة الجزائر

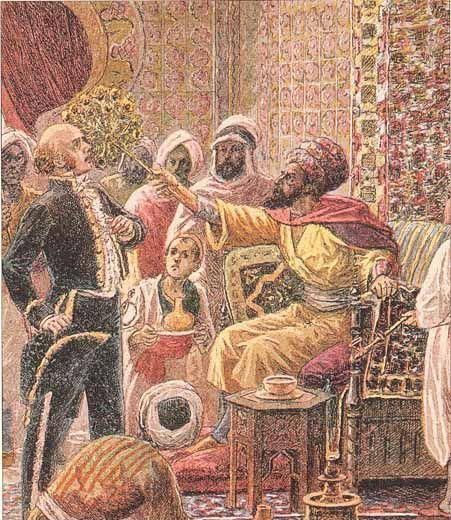
الداي حسين في قصر القصبة ومشهد « حادثة المروحة » الشهير.

شهدت القصبة في 30 أبريل 1827، المشهد الشهير المسمى « حادثة المروحة »، الذي استخدم ذريعة لاستيلاء فرنسا على مدينة الجزائر في 5 يوليو 1830 في عهد تشارلز العاشر. الداي الأخير كان الداي حسين. حل مكانه الكونت والمرشيل دي بورمون في يوليو 1830 بعد الاستيلاء على المدينة.

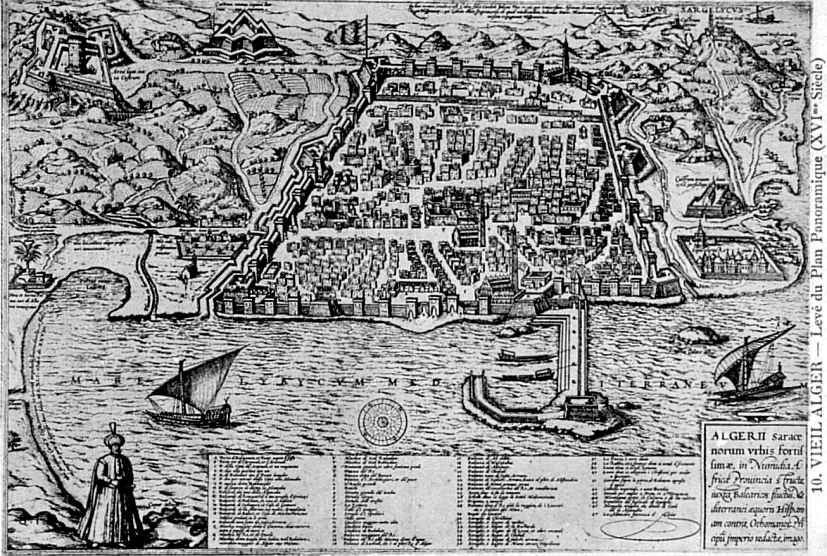
خريطة بانورامية للجزائر يرجع تاريخها إلى القرن السادس عشر.
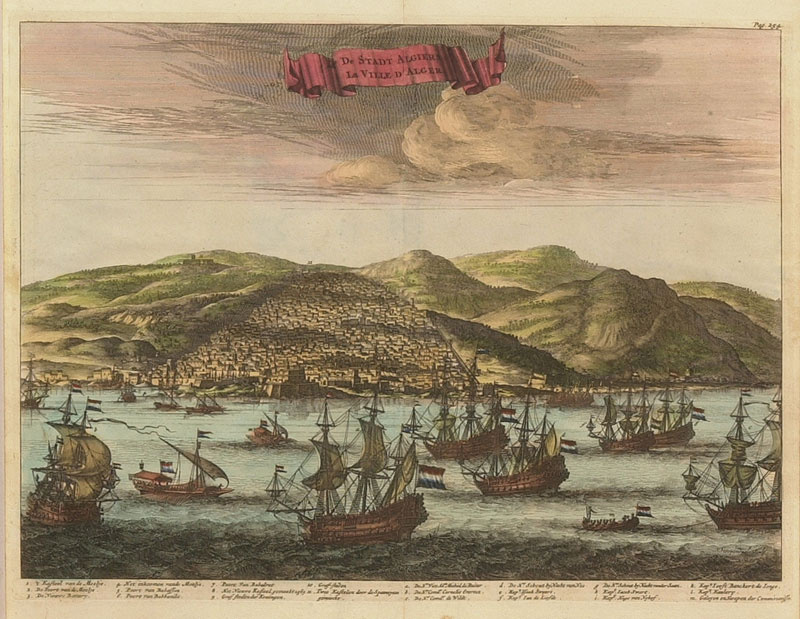
الجزائر قبل الإحتلال الفرنسي.
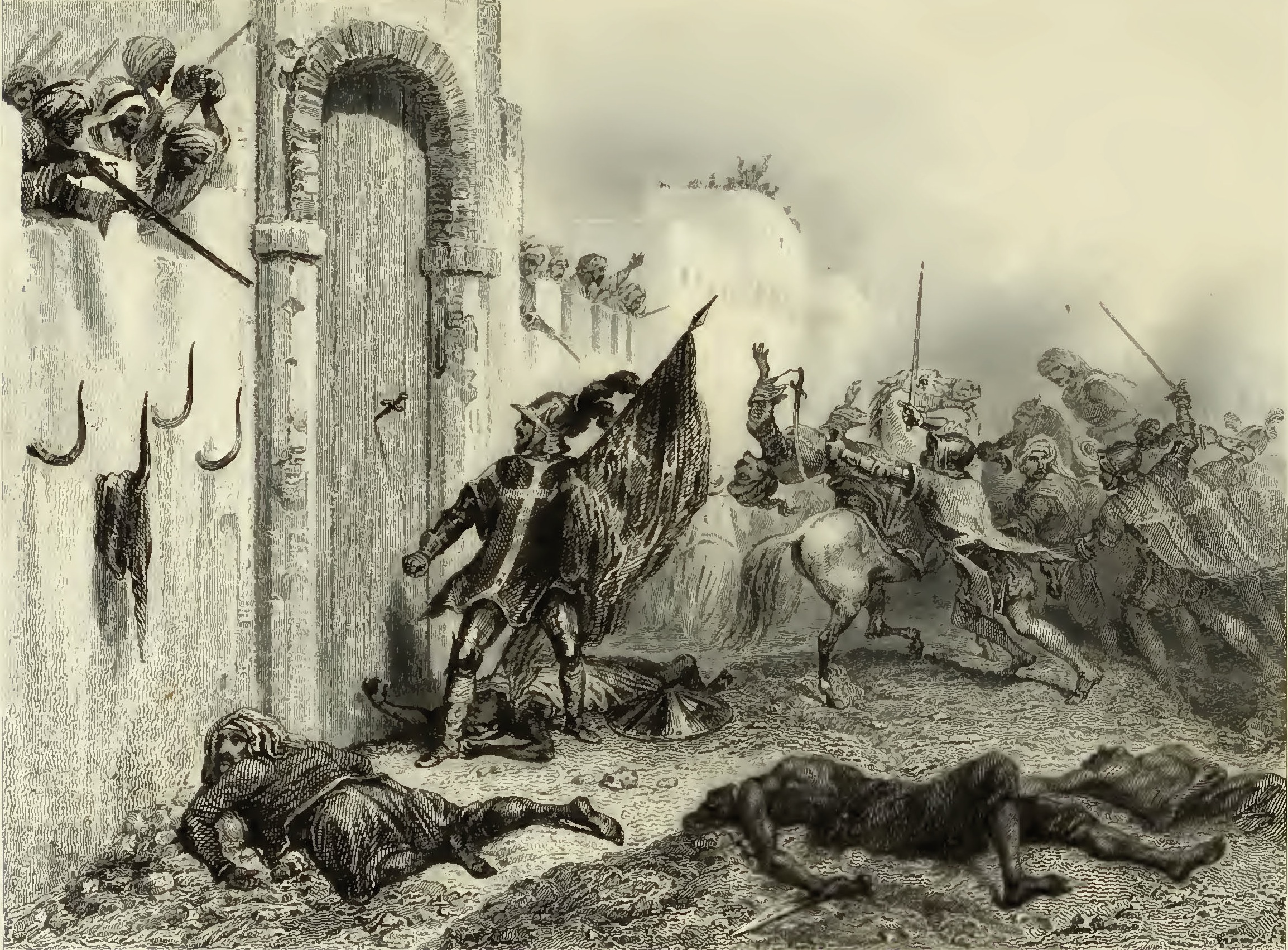
بعثة تشارلز الخامس إلى باب عزون..

- القصبة هي مدينة الجزائر في العهد العثماني التركي وهي مقر السلطان وتم بناؤها على الجبل المطل على البحر الأبيض المتوسط لتكون قاعدة عسكرية مهمتها الدفاع عن القطر الجزائري كله.
- وهي مبنية على طراز تركي عثماني تشبه المتاهة في تداخل أزقتها بحيث لا يتسطيع الغريب الخروج منها وحده لوجود أزقة كثيرة مقطوعة تنتهي بأبواب المنازل والقصبة تحوي عدة أزقة أهمها « زنيقة العرايس »و"زنيقة مراد نزيم بك »وفيها عدة عيون مشهورة كالعين المالحة في باب جديد وبئر جباح في قلب القصبة وزوج عيون في أسفلها، وقد تم هدم جزء منها بعد الاحتلال الفرنسي عام 1830.
- إضافة لاحتوائها عدة قصور أهمها قصر الداي أو كما يعرف بدار السلطان وقصر الرياس وقصر خداوج العمية ودار عزيزة.
- وكذلك تحتوي القصبة على مساجد عديدة هي الجامع الكبير والجامع الجديد وجامع كتشاوة وجامع علي بتشين وجامع السفير وجامع السلطان وجامع سيدي رمضان بالإضافة إلى مساجد صغيرة كمسجد سيدي محمد الشريف وسيدي عبد الله وسيدي بن علي بالإضافة إلى ضريحها الشهير سيدي عبد الرحمن الثعالبي الذي لا زال يمثل مزارا كبيرا في حي القصبة بالإضافة إلى جامع كبير تم هدمه في بداية الاستعمار الفرنسي كان يتوسط ما يعرف اليوم بساحة الشهداء.
- وكانت القصبة عبارة عن حصن يغلق ليلا وله عدة أبواب في جهاتها الأربع أهمها باب الوادي من الغرب وباب الجديد في الجهة العليا وباب الجزيرة من جهة البحر وباب عزون من جهة الشرق.
- والخصوصيات الأكثر تمييزا لقصبة والتي تمنحها كل الروعة هي الأرضية التي بنيت عليها، تتكئ القصبة على هضبة تنكسر من على ارتفاع 118متر أزقتها متشغبة وهندسة بيوتها خارجيا وداخليا يعطيها سحرا يرجعك لزمان زاهر قد مضى.
- كل البيوت تحتوي على ساحة مربعة الشكل مكشوفة بدون سقف في وسطها يعرف بصحن الدار وبئر ونافورة ماء من حولها بنيت كل شقق البيت في معمار إسلامي متميز وتتميز دور القصبة بنوافذ صغيرة مزينة بقضبان حديدية جميلة وتتميز دور القصبة أيضا بالتقارب الشديد بين بعضها البعض بحيث يسهل جدا القفز من دار إلى دار بل يستطيع الإنسان اجتياز القصبة كلها عبر سطوح المنازل.
- ويبلغ عدد سكان القصبة قرابة الخمسين ألف ساكن.

### فترة الاستعمار الفرنسي
دخل الجيش الفرنسي إلى مدينة الجزائر في 5 يوليو 1830. سيغير الوجود الفرنسي إلى حد كبير من جانب مدينة الجزائر. أحدث الفرنسيون غييرات في المدينة عن طريق هدم جزء كبير من القصبة واقامة « ساحة الشهداء » الحالية. أما القصبة، التي كانت تصل في الأصل إلى البحر، أصبحت تقع على خلفية المدينة المواجهة للبحر وعمارتها المروقة. وينعكس الاستعمار أيضا في تخطيط الشوارع الجديدة التي تحيط بالقصبة وأيضا تخترق مساحتها. معماريا، أدخال الاستعمار الفرنسي أسلوب هوسمان وهدم جدران المدينة القديمة.
تمتد فترة عمليات الهدم حتى عام 1860م، وشهدت الفترة الفرنسية حركة إحياء عمارة إسلامية جديدة كانت من أشهرها المدرسة الثعالبية في عام 1904م، ومتحف البريد المركزي في عام 1913م، وانحصرت « المدينة المحلية » تقليديا في المسجد والسوق.

مع بناء أحياء أوروبية جديدة، فإن القصبة، التي كانت تمثل مدينة الجزائر بأكملها في عام 1830، بدأت عتبر مساحة حضرية فرعية، بقايا غير مستقرة، لأن المركزية الحضرية (الاقتصادية والسياسية...) إنتقل إلى هذه الأحياء الجديدة. مع ذلك، إحتفظت بالمساحات الاجتماعية مثل المساجد والمقاهي المورية والساحات (رحبة) والحمامات. ولا يزال هذا الوضع مسمر إلى ما بعد الاستقلال، ولم تستعد القصبة أهميتها بعد.

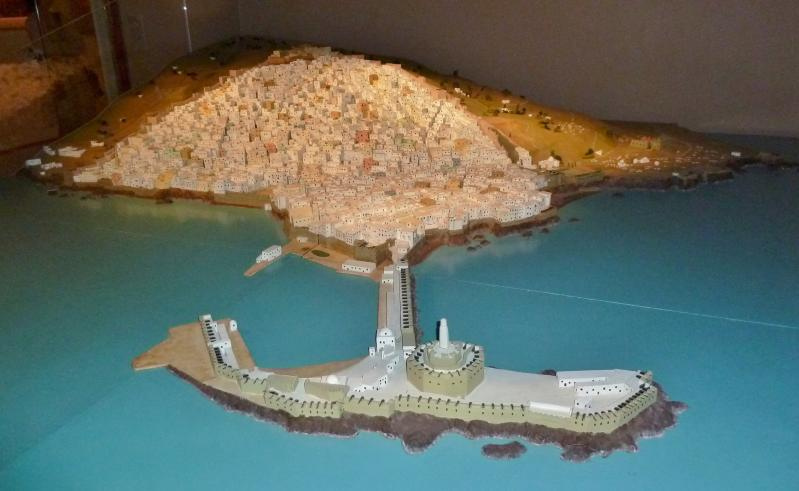
إعادة تشكيل القصبة في عام 1830.
الجزائر في عام 1890: الواجهة البحرية الاستعمارية والقصبة في الخلفية.الجزائر في عام 1890: الواجهة البحرية الاستعمارية والقصبة في الخلفية.

### معركة الجزائر

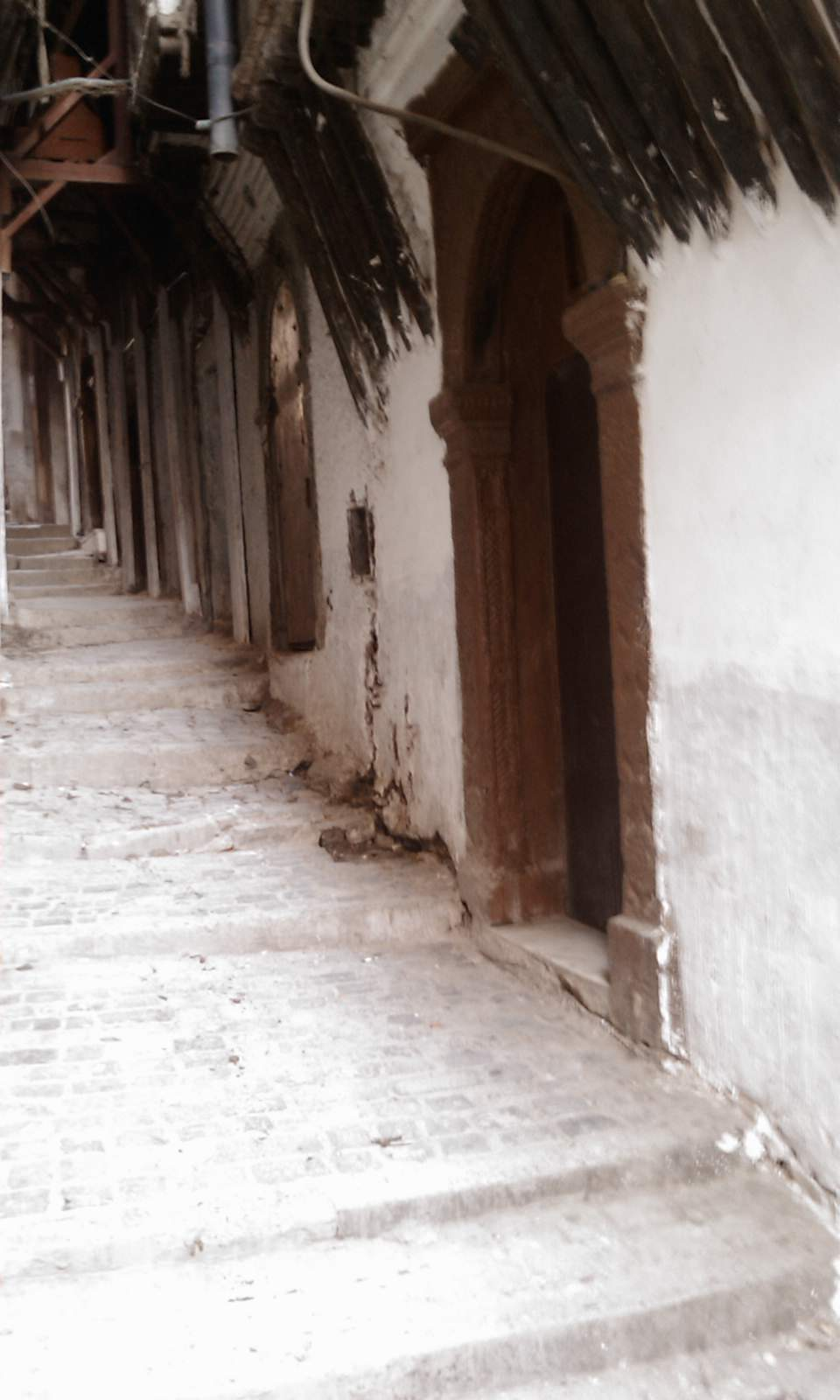
المنزل الذي يقع في 3 شارع كاتون، حيث اعتقل ياسف سعدي من قبل المظليين في 28 سبتمبر 1957.

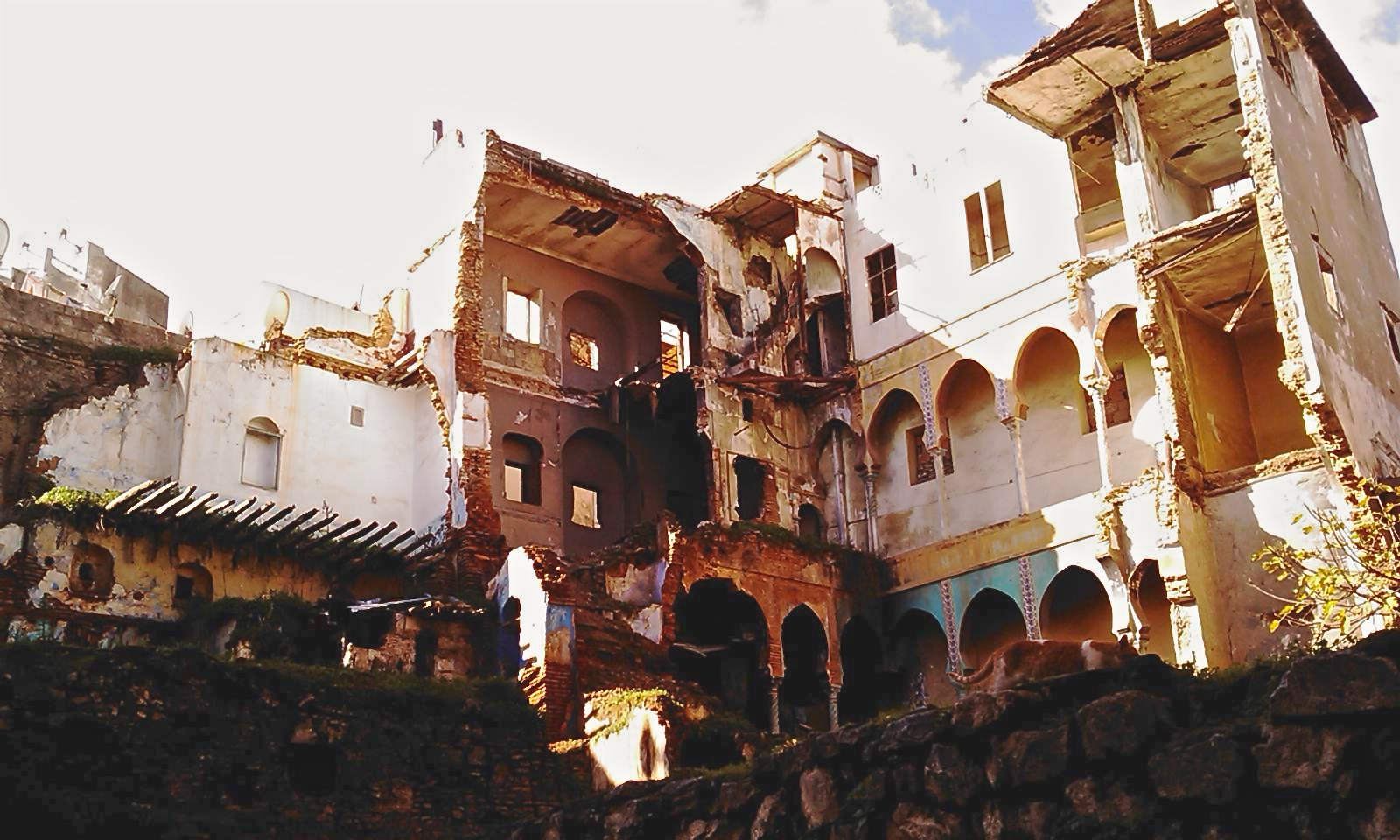
أطلال المنزل الواقع في 5 شارع، والذي كانت بمثابة ذاكرة التخزين المؤقت لعلي لا بوانت وحسيبة بن بوعلي وبيتي عمر وحميد بوحميدي، بعد تدميرها من قبل المظليين من، 8 أكتوبر 1957.

الحركة القومية (الوطنية) التي تطورت في البلاد في أوائل القرن العشرين، تفاقمت في الخمسينات، مما أدى إلى معركة الجزائر. القصبة هي واحدة من معاقل القوميين (الوطنيين).
في عام 1956، انتخب من قبل « مؤتمر الصومام » أعضاء لجنة التنسيق والتنفيذ، عبان رمضان، العربي بن مهيدي، كريم بلقاسم، سعد دحلب وبن يوسف بن خدة، قادة حقييين قرروا الاستقرار في القصبة حيث يعتقدون أن لديهم قبضة أكبر على المتشددين من جبهة التحرير الوطني، وصلات أفضل وخاصة باقتناعهم أن العاصمة تفضي إلى الاختباء الكلي، مع مخابئها المتعددة، وكلاء الاتصال العديدة فقدوا في الكتلة والحماية من جميع الأنواع التي يمكن أن تستفيد منها. الجلوس في الجزائر هو أيضا أن يكون في قلب الجزائر وممارسة حرب العصابات في المناطق الحضرية، كما لها أهمية بالنسبة للقتال والإجراءات في الجبال.
القصبة هي الموقع الأساسي لـ « معركة الجزائر » سنة 1957.

### بعد الاستقلال

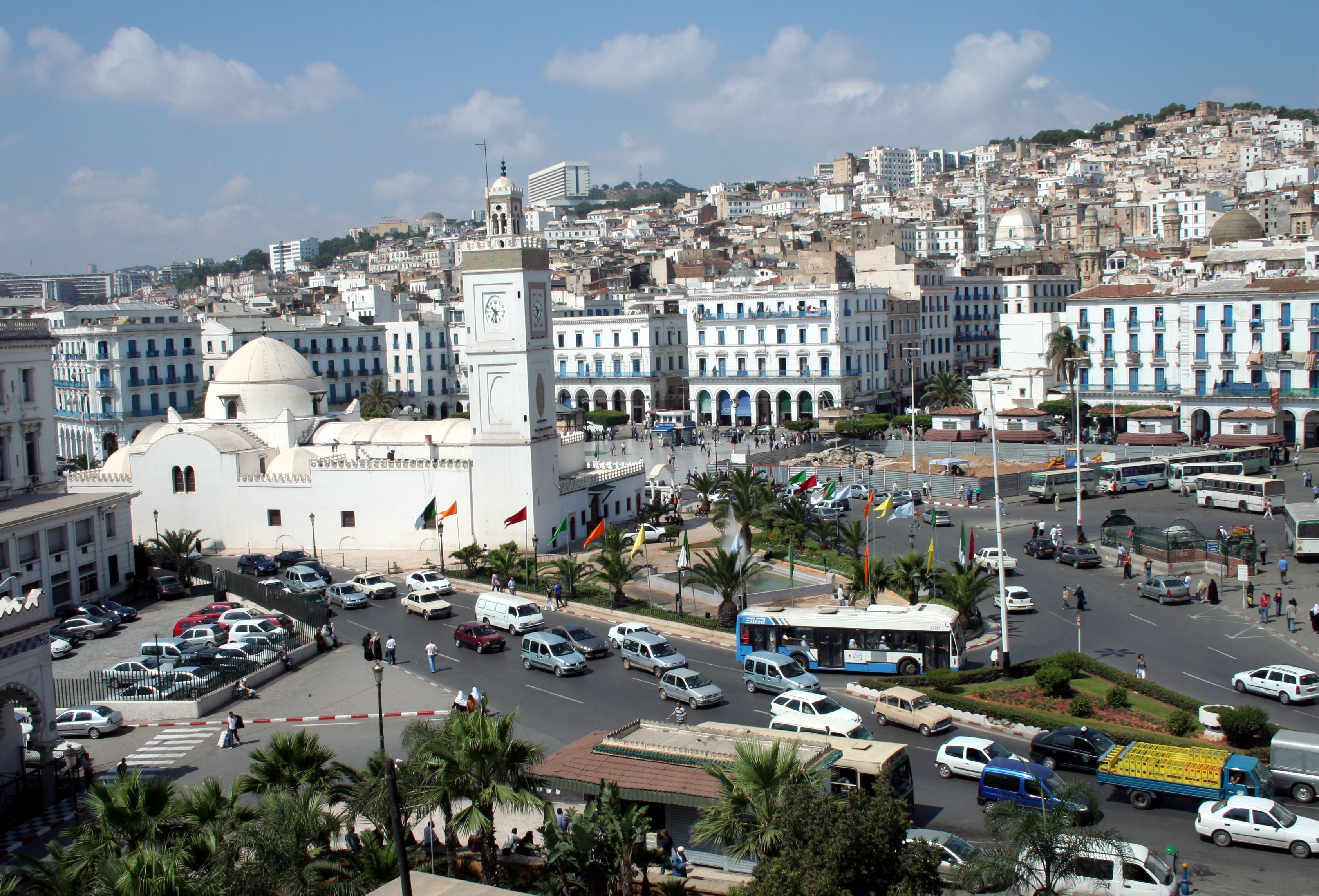
منظر القصبة من ساحة الشهداء; في المقدمة المسجد الجديد.

مع استقلال الجزائر شهدت القصبة نزوح جماعي، أي رحيل عائلات هذا الحي إلى المناطق الحضرية أو البلدية، حيث الشقق الأوروبية بباب الواد والأبيار، أصبحت القصبة مساحة للمضاربة حيث يستأجر السكان ممتلكاتهم. تم استبدال السكان الأقدم من قبل سكان الريف الذين يهدفون إلى مغادرة الحي في أسرع وقت ممكن، بل إن بعضهم يحطم السكن طوعا للاستفادة من السكن الاجتماعي الجديد.
جمع خطط الترميم كانت دون جدوى، بسبب الافتقار إلى الإرادة السياسية. وسرعان ما أصبحت القصبة فضاء مكتظ ومتهدد لا يجد دوره المركزي في مدينة الجزائر العاصمة. ولكن يبقى أيضا في نظر الشعب الجزائري رمزا لمحاربة الظلم ومكانا للذاكرة الجماعية. اليونسكو تصنف القصبة كتراث عالمي إنساني في عام 1992 ومنذ ذلك الحين شاركت في الحفاظ على الأماكن. وتشارك الجمعيات المحلية والمقيمون أيضا في استعادة الأماكن وحركة الحياة الاجتماعية. يخضع المعقل المطل على الموقع حاليا لعملية ترميم متقدمة.

## هندسة معمارية

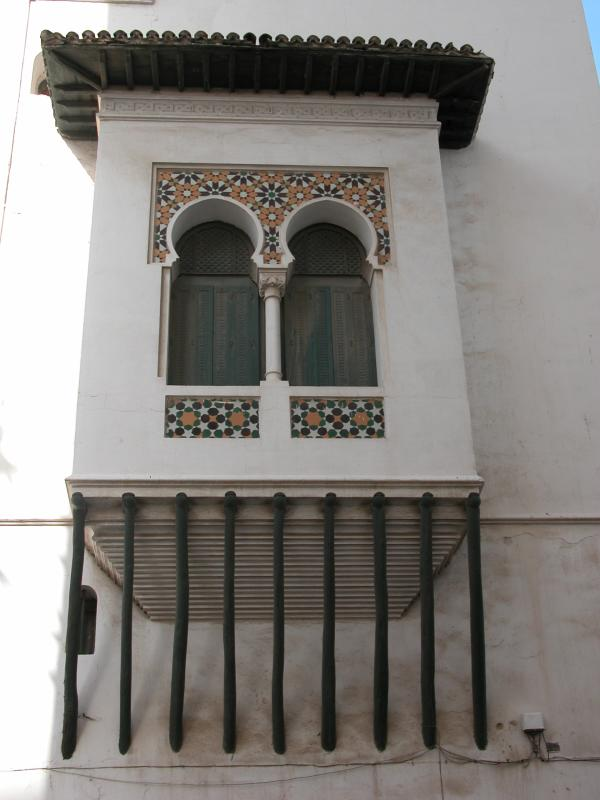
نافذة تسمى محليا كبو.

تبدو قصبة الجزائر كمثال نموذجي للمدن المغاربية التقليدية، التي توجد في الجزء الغربي من البحر المتوسط وأفريقيا جنوب الصحراء الكبرى. لا يزال المجمع الحضري الذي يشكل القصبة يحتفظ بنزاهته، على الرغم من مختلف الطفرات، وعموما، يتم الحفاظ على الخصائص الجمالية للفن الإسلامي والمواد الأصلية.
لا تزال القصبة تحتفظ بمعقلها والقصور والمساجد والأضرحة والحمامات التي تمثل دائما هوية الموقع. الهندسة المعمارية في القصبة تشمل الموروثات العثمانية، التي يرجع تاريخها إلى فترة إيالة الجزائر، ولكن الهندسة المعمارية المدنية إحتفظت بأصالة المدينة المغاربية. ومع ذلك، تبدو القصبة كمكان ذو الطفرة. خلال فترة الاستعمار، هدمت بعض المباني لإقامة منازل على الطراز الأوروبي، ولا سيما على الواجهة البحرية وعلى حدود الجزائر الوسطى. القصبة أيضا تملك في محيطها مباني على طراز هوسمان تعود إلى الحقبة الاستعمارية، وتدمج في صنفها التراثي، وهناك أيضا بعض التغييرات في المساكن مع إدخال مواد غير أصيلة واختفاء الدائرة التجارية للمواد التقليدية مثل ثويا. إن تهميشها الاجتماعي وعدم فعالية خطط الحماية يجعلها موقعا مهددا على الرغم من تصنيفها من قبل اليونسكو.

### تقنيات البناء

#### الجدران والأروقة

هيكل جدار الدعم مع اثنين من طبقات.

جدران القصبة هي جدران عتيقة، وهذا يعني أنها تتكون من طوب رصت معا. يمكن أن تحتوي هذه الجدران على معدات مختلطة وتقدم مجموعة متنوعة من المواد (الحجارة والخشب...) واحدة من الأنواع المستخدمة هي السيطرة على الجدران بطبقتين، واحدة منها بالطوب القاسي، والأخرى بإطار خشبي ومرن؛ ;وهذا يعطيه ميزة للزلزال. يتكون الهيكل الرأسي من أقواس وأعمدة من الطوب. هناك نوعان، أقواس مكسورة وأقواس مدببة.

#### السقوف والأرضيات
السقوف يمكن أن يكون مبنية، أو هيكل خشبي. غالبا ما تكون الأسطح المبنية أقبية متقاطعة، والتي يمكن استخدامها في المناطق الداخلية مثل المداخل والسلالم أو المساحات الواسعة للمباني الرئيسية (القصور والمساجد...) وهياكل خشبية غالبا ما تنطوي على الأرضيات وعلى بعض الاسقف

#### الفتحات والسلالم
ويمكن تحقيق المعابر في هياكل البناء عن طريق الأقواس، أو البناء، أو في أسرة الخشب أو الرخام. في الباحات، الأقواس هي في معظم الأحيان أقواس حدوة الحصان تشكيل طفيف. الدرج في كاسباه هي هياكل البناء مع هيكل خشبي. يتم سكب منصة مائلة على سجلات الخشب، والتي سوف الطوب تشكل الخطوات. وتختلف الزخرفة، ويزين الرخام المنازل الكبيرة في حين تستخدم الصفيحة في منازل متواضعة.

#### الزخارف
الدرابزينات الخشبية، فتحات الأبواب، تاج العمود، والبلاط السيراميك للأرضيات والجدران. بورتيكوس وصالات العرض تعطي خصوصية المعمارية إلى القصبة. ترتيب الأقواس المدببة هو نموذجي من تكوينها المكاني. الفناء هو مثال على هذا الترتيب، حيث الانسجام بين الأقواس يمكن أن تخفي الاختلافات الهندسية، شريطة أن يكون لها ثبات في الارتفاع (بدءا من ولادة القوس إلى مفتاحه ). الاختلافات في فتحات الأقواس لا تخل بالانسجام البصري لكامل. أقواس القصبة غالبا ما تكون من النوع المتجاوز؛ تشكل أشكالها، أو المكسورة أو المكسورة، خصوصية جزائرية

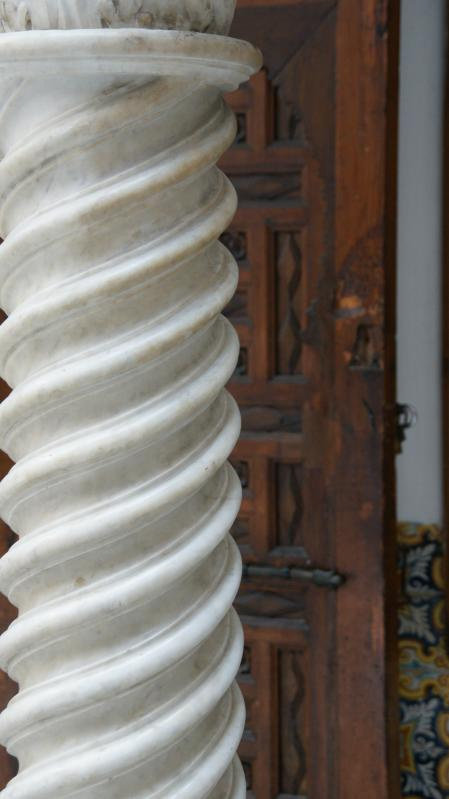
عمور ملتوي.
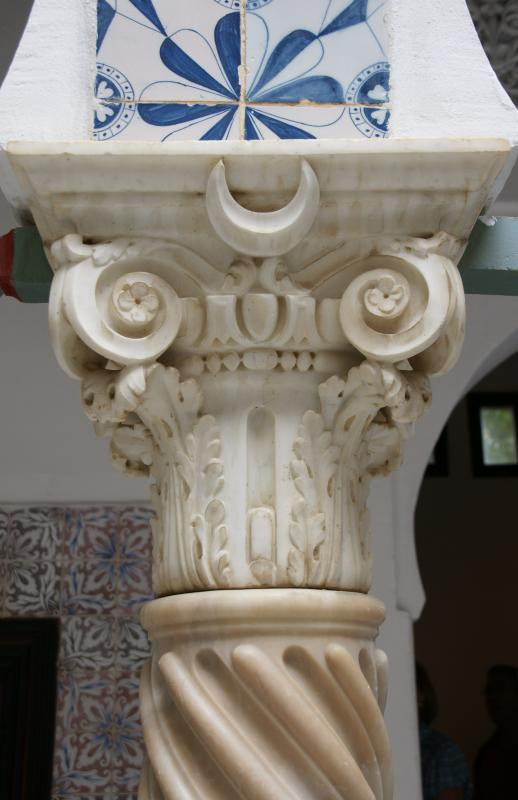
تاج العمود مركب من الرخام الأبيض، مزين بهلال.
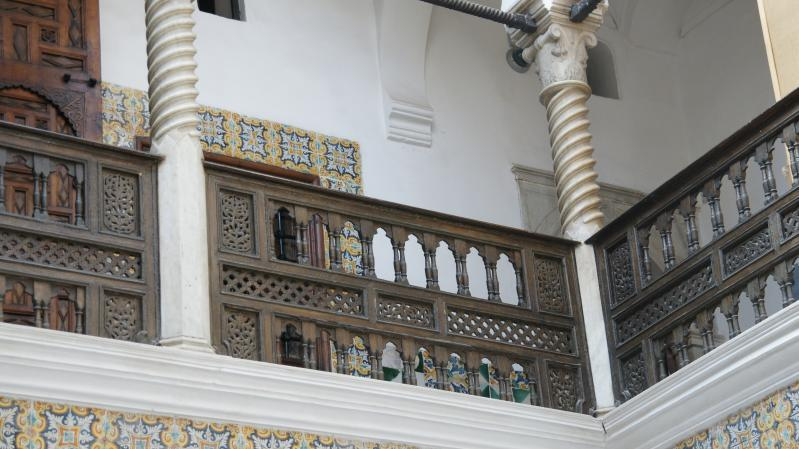
درابزين خشبي محفور.
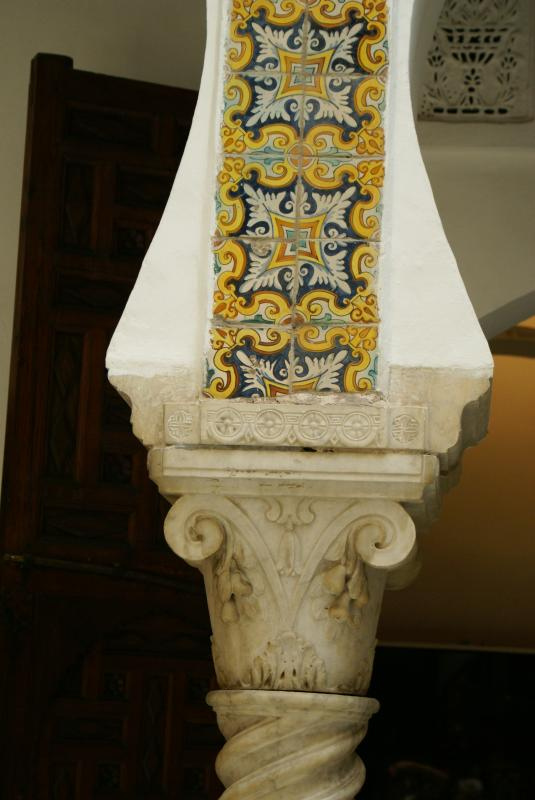
زينة الأروقة: خزف إسلامي، ناصية التاج وتاج العمود.
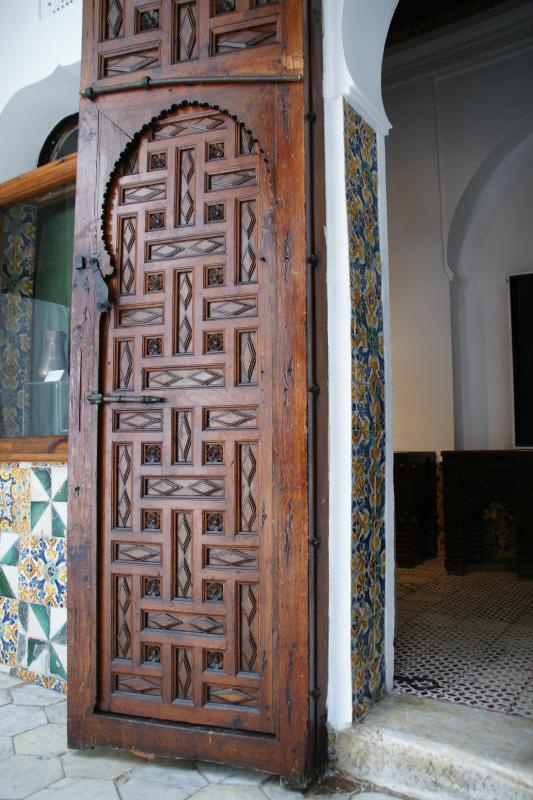
باب داخلي منحوت بأنماط هندسية.

### العمارة المنزلية

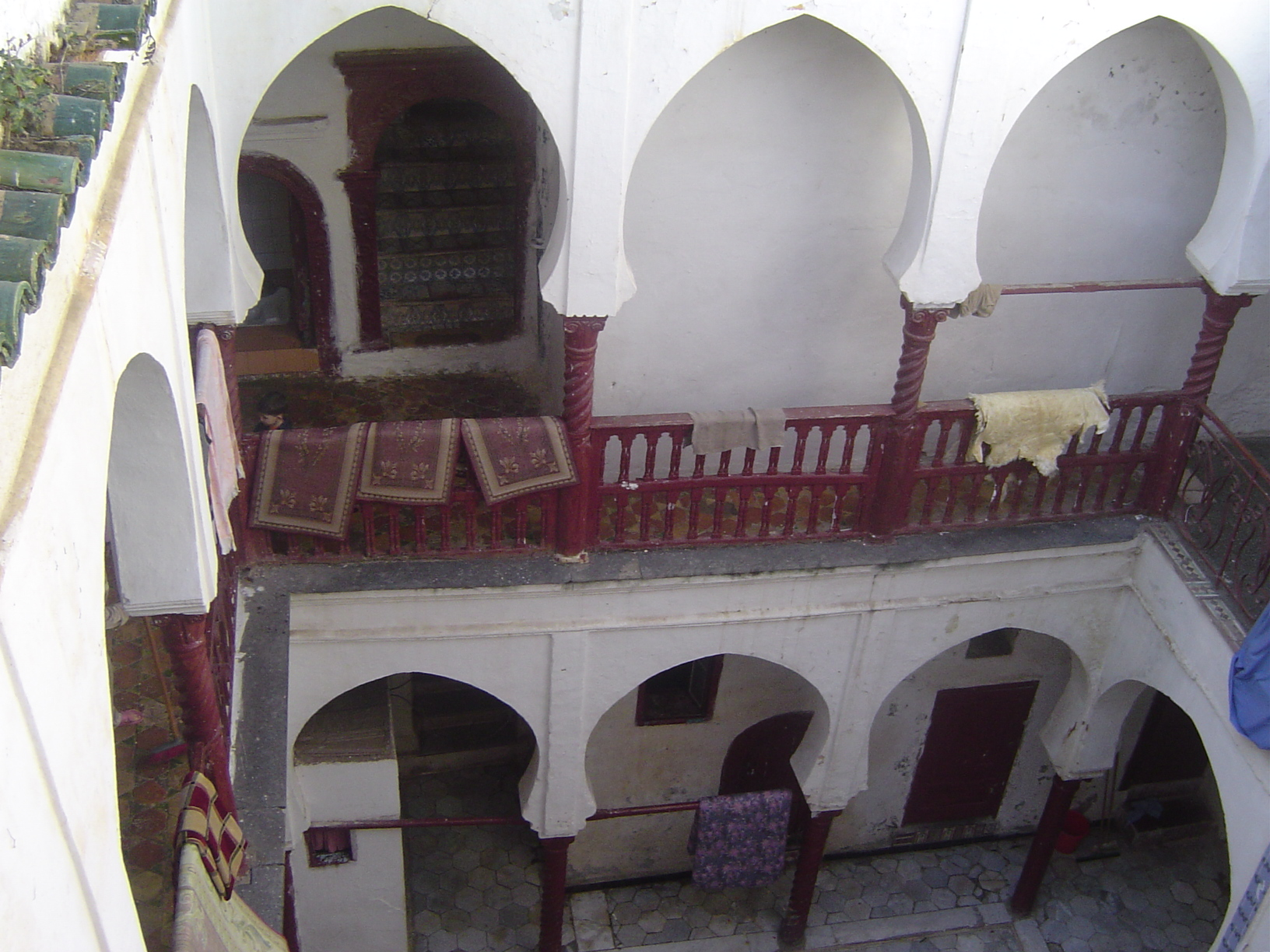
نظرة على فناء منزل في القصبة الجزائر.

العمارة المنزلية في القصبة تمثل بيتا إنسانيا تقليديا من الثقافة الإسلامية وعمق البحر الأبيض المتوسط. التصنيف مستقر نسبيا بين القصر ومسكن حرفي متواضع. البيت النموذجي في القصبة يبدو مجمع، متجاور وله واجهة واحدة فقط. وتشير التقديرات إلى أن هذا النمط من بيوت المجمعة يعود إلى الحقبة الزيرية. مساحة سطح الأرض عموما ما بين 30 م² و60 م²

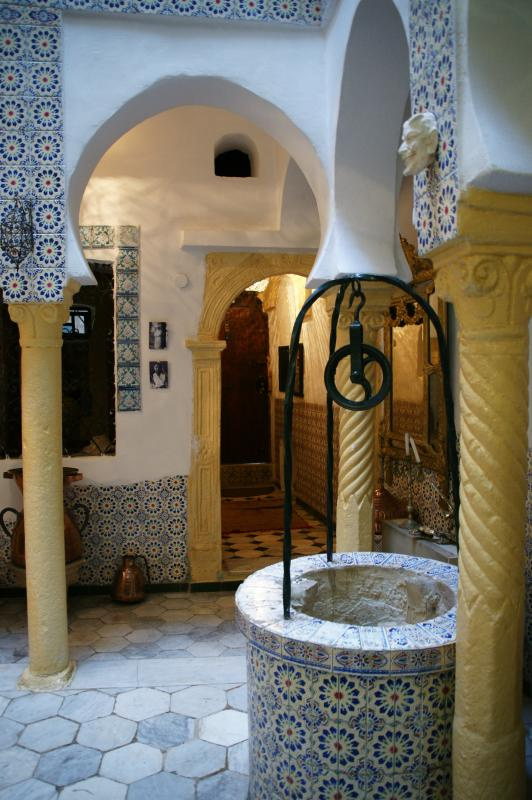
بئر منزلي في الفناء.

للبيت دائما منظر مطل على البحر بفضل السطح، وعادة ما يتم توفير الضوء من قبل الفناء أو، في كثير من الأحيان، من خلال نافذة التي تواجه الشارع. باب المدخل لديه دائما شبكة للسماح بتهوية أزقة الطوابق السفلى بالهواء النقي. البيت الجزائري العاصمي يدور نحو الداخل، وبصورة أدق نحو فناءه (وسط الدار)، والذي هو قلب الحياة ويشمل بئر (بير). مكان مبهج للعائلات، والتي تتكون مع أربع عائلات في المنزل، أيضا الفضاء تقليدي للضيوف. الجدران عبارة عن منشآت بناء مصنوعة من الطوب الترابي غير المطبوخ وقذائف هاون تتكون من الجير والأرض السميكة. الأرضيات مصنوعة من جذوع خشبية ويتم بناء القواعد باستخدام تقنية قفز برميل. الغطاء مسطح، مصنوع من سماكة كبيرة من الأرض، حتى 70 سم في الشرفة، والطلاء يتكون من هاون يتكون من الأرض والمواد المساعدة الطبيعية، وكلها مغطاة الجير. نظام العادم من المنازل مياه الصرف الصحي هو الصرف الصحي الطوب الحقيقي تحت الطريق، والذي يتبع الموقع المنحدرة، الذي يعود تاريخه إلى إيالة الجزائر. يتم إجراء اتصالات مع عناصر الفخار التي تناسب معا. منذ الاستعمار تم تحديث الشبكة.
ينقسم طوبولوجيا منازل القصبة إلى عدة مجموعات فرعية هي « البيت العلوي »و « بيت الشبك »و « بيت الرواق »والقصور. بيت العلاوي هو الوحيد الذي لا يوجد به فناء والهواء والضوء يصلانه من النوافذ. بني على قطعة أرض صغيرة، الطابق الأرضي، وهو صغير فيما يتعلق مجموع الأرض حق الطريق بسبب المنحدر من الأرض، يمكن تخصيصها إلى متجر أو غرفة التخزين. الطابق - في بعض الأحيان طابقين - يضم غرفة كبيرة واحدة. للحصول على مساحة هذا النوع من الموائل واللجوء إلى كوربلمينتس.
بيت الشبك غالبا ما يكون التبعية (دويرا) من منزل أكبر وتجتمع الحد الأدنى من القيود الفضاء. يقع الفناء الضيق جدا في الطابق الأول وهو مرصوف بالرخام، في حين أن الغرف معبدة ببلاط من الطين. تستخدم الجدران أيضا بلاط السيراميك والجير. المنزل مع الرواق هو نوع من التميز بامتياز من المنزل مع الفناء، تحولت نحو الداخل. في الطوابق العليا، يمكن أن تنتج من السطح إلى المنازل المجاورة، ولها في الطابق الثاني غرفة جميلة مع كبو (في كوربليد في الشارع في محور الغرفة). يزين الفناء والنوافذ مع بلاط السيراميك الملون مع الزخارف الهندسية أو الأزهار.

### طوبولوجيا المدينة العتيقة

مقطع من شارع عروبي، المنازل مدرجة، في المرتفع، تعتمد على بعضها البعض (نوع من الدعم).

تعد المدن العتيقة الجزائرية جزءا من تطور النمط الحضري مع مرور الوقت. في الواقع، فمن الثابت أن المدينة، والفضاء الحضري، هي قرية تتطور نحو تصنيف حضري أولي، ثم حضري، من خلال التاريخ. الانتقال من نواة حضري أولي إلى نواة حضري تترجم شكليا من قبل الأفقي ثم المكثف الرأسي، وهو النمط الكلاسيكي لتطور المساكن على مر القرون 70.
التكثيف للا يتجزأ معين هو لرعاية جميع الفضاء؛ ثم يأتي تراكب وحدات بناء للحصول على الطوابق. الجزائر هي مدينة ذات تنمية متغيرة، وتقدم الدول المتعاقبة من هذا التطور. وقد وصلت إلى مستوى مهم من التحضر منذ فترة القرون الوسطى، وتشمل تصنيفا متطور من المباني تصل إلى أربعة مستويات فوق الطابق الأرضي، مع متوسط اثنين من المستويات في القصبة. على العكس من ذلك، فإن كاسباه دي ديليس، القديمة مثل الجزائر، يعرض تصنيفا للنمط الحضري الحضري، حيث سلالم المحكمة ليست متكاملة في مجملها لتلد فناء ولا تزال وسيلة توزيع عارضة المعمارية إلى غرف في الطابق 70.
طوبولوجيا المدينة العتيقة هو كثيف أفقيا ومنطو؛ فإن منازل الفناء التي تشغل مؤامرة مركزية يمكن أن تكون مصطبة على جميع الجوانب الأربعة (هذا النوع موجود في الجزائر، البليدة، ميليانا وديليس). وتتشارك المنازل في جدار واحد أو اثنين أو ثلاثة مجاورين لبعضهما البعض. المساحة المحدودة للجزيرة، التي تتكاثر فيها المنازل المماثلة والمجاورة، تؤثر على التصنيف الفردي للمنزل. الأشكال كلها سمة إطار مستمر من القصبة، من نوع « تحمل ».

### قصور ومساكن
القصور الرئيسية المساكن الحالية في القصبة هي دار عزيزة وقصر حسن باشا وقصر مصطفى باشا وقصر أحمد بيه وقصر الحمراء وقصر خداوج العمية ودار القاضي ودار السلطان ودار الألفية وقصر الرايس، دار الصداقة ودار الصوف؛ يجب أضافة إلى هذا التراث القصور خارج جدران فحص مدينة الجزائر والمساكن التي تشمل تبعيات المؤسسات العامة (المستشفيات، المدارس الثانوية).
أقدم القصور هو جنينة، دمره حريق في 1844. هذا القصر هو حصن بربري قديم، هو مقر إقامة الحكام المحليين في مدينة الجزائر في العصور الوسطى، وخصوصا الأخير، سالم التومي. وبالتالي فهي الأمامية إلى ريجنسي الجزائر العاصمة، وخلال تلك الفترة هو مقر السلطة. يطلق عليها السكان الجزائر دار سلطان قديم وهو مركز السلطة حتى 1817. ويبقى جزء فقط من هذه المجموعة التي تقع في ساحة الشهداء أمام مسجد كتشاوة دار Aziza75. قصر دار عزيزة هو نموذجي للمنازل في القرن السادس عشر في الجزائر العاصمة. ثلاث قصص عالية في البداية، فإنه يحرم من المرحلة الأخيرة له خلال الزلزال الذي وقع في 1716. ويقدم متجر الأرض في عام 1830 وخسر في عام 1832 الدرج المؤدي إلى الشرفة. يصبح، بعد بعض التعديلات، إقامة المطران تحت الاستعمار الفرنسي. دار عزيزة غنية جدا في زخارف الجدران المصنوعة من الرخام المنحوت. أنه يحتوي على فناء جميل مع نافورة، والمشغولات الخشبية، والفخار والجدران الشاشة الزجاجية الملونة.
تم بناء قصر مصطفى باشا في عام 1798. خصوصية هذا القصر هو أنه يحتوي على نصف مليون لوحة زجاجية خزفية قديمة تعود أصولها للجزائر وتونس وأيضا من إسبانيا وإيطاليا. رخام النافورة يأتي من إيطاليا والأبواب من الأرز. وهو حاليا متحف فن الخط في الجزائر العاصمة.
قصر حسن باشا هو قصر على الطراز المغاربي تم بناؤه في عام 1791 وأعيد تشكيله خلال الفترة الاستعمارية مع عناصر من الأنماط القوطية الجديدة والمستشرقة.
يقع قصر أحمد باي في القصبة السفلى، في حي سوق الجمعة، مجاور لشارع حاج عمار. وهو جزء من جميع قصور جنينة. وهو مبني في القرن السادس عشر كمسكن للداي، مع الأخذ بأسلوب النموذجي بذلك الوقت. وهو الآن يضم مسار المسرح الوطني الجزائري.

قصر الريس هو واحد من آخر الآثار من المدينة العتيقة الواقعة على البحر وترميمها هو الأخير. هذا القصر هو أنه من للقراصنة، فإنه يتناوب المساحات العامة والخاصة. وتتكون من ثلاثة مبان فخمة وستة غرف (منازل أكثر تواضعا)، مع زخارف مكررة كما يتضح من بلاط السيراميك، والدرابزين الخشبية المنحوتة، والأعمدة الرخامية والسقوف مزينة غنية. ويضم أيضا حماما تقليديا ومنزاه، وتراسا يطل على الموقع ويطل على البحر، وهذا القصر هو في الوقت الحاضر بيت ثقافة.

قصور=
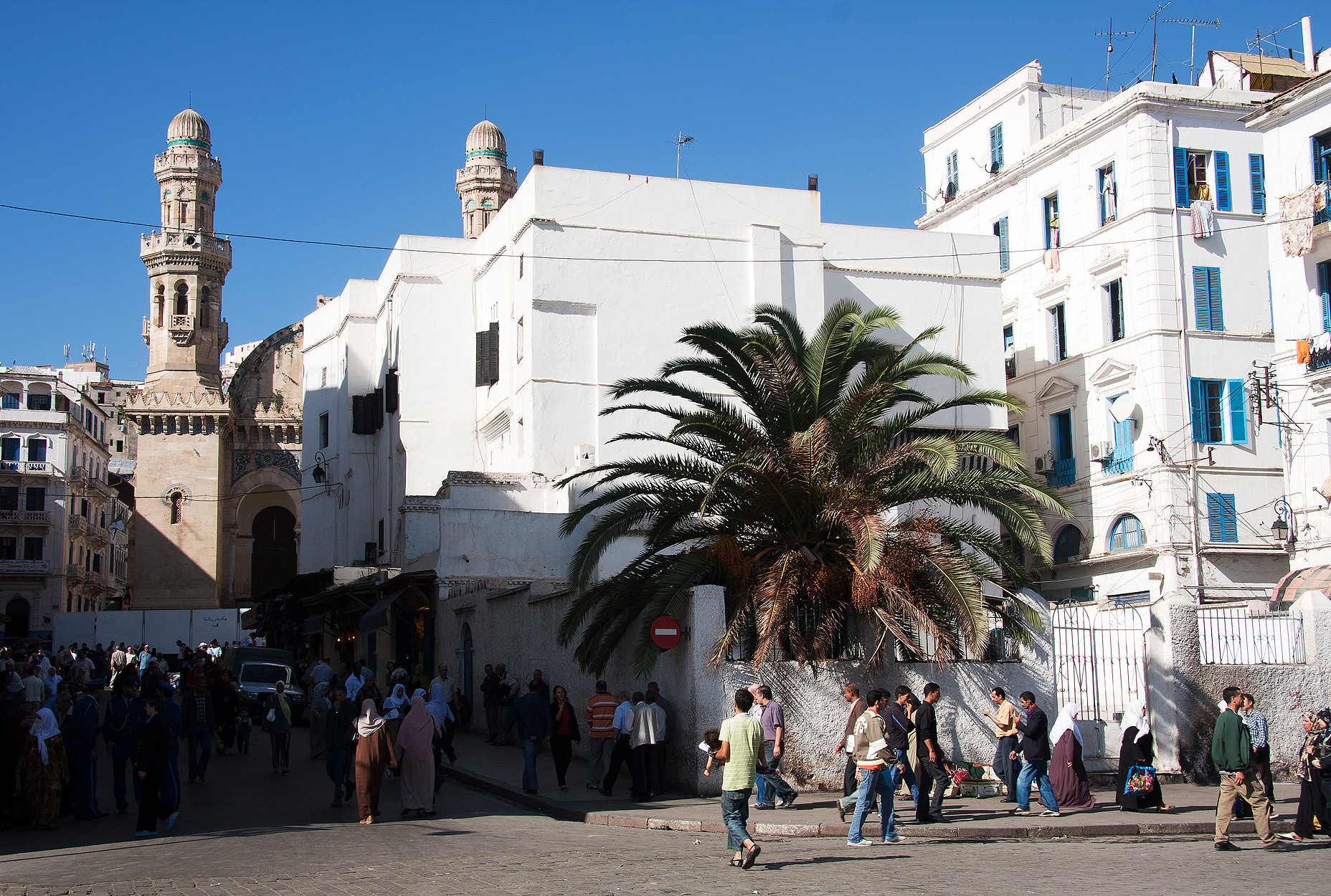
دار عزيزة من الأمام، الجزء الأخير من القصر القديم الجنينة بني في القرن السادس عشر وتدمر إلى حد كبير في حريق بالقرن التاسع عشر.
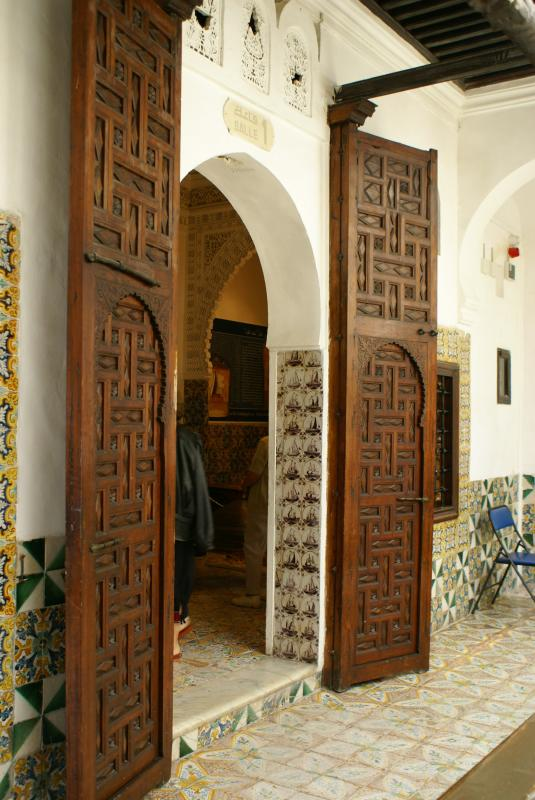
دار خداوج العمية, والآن « متحف الفنون الشعبية ».
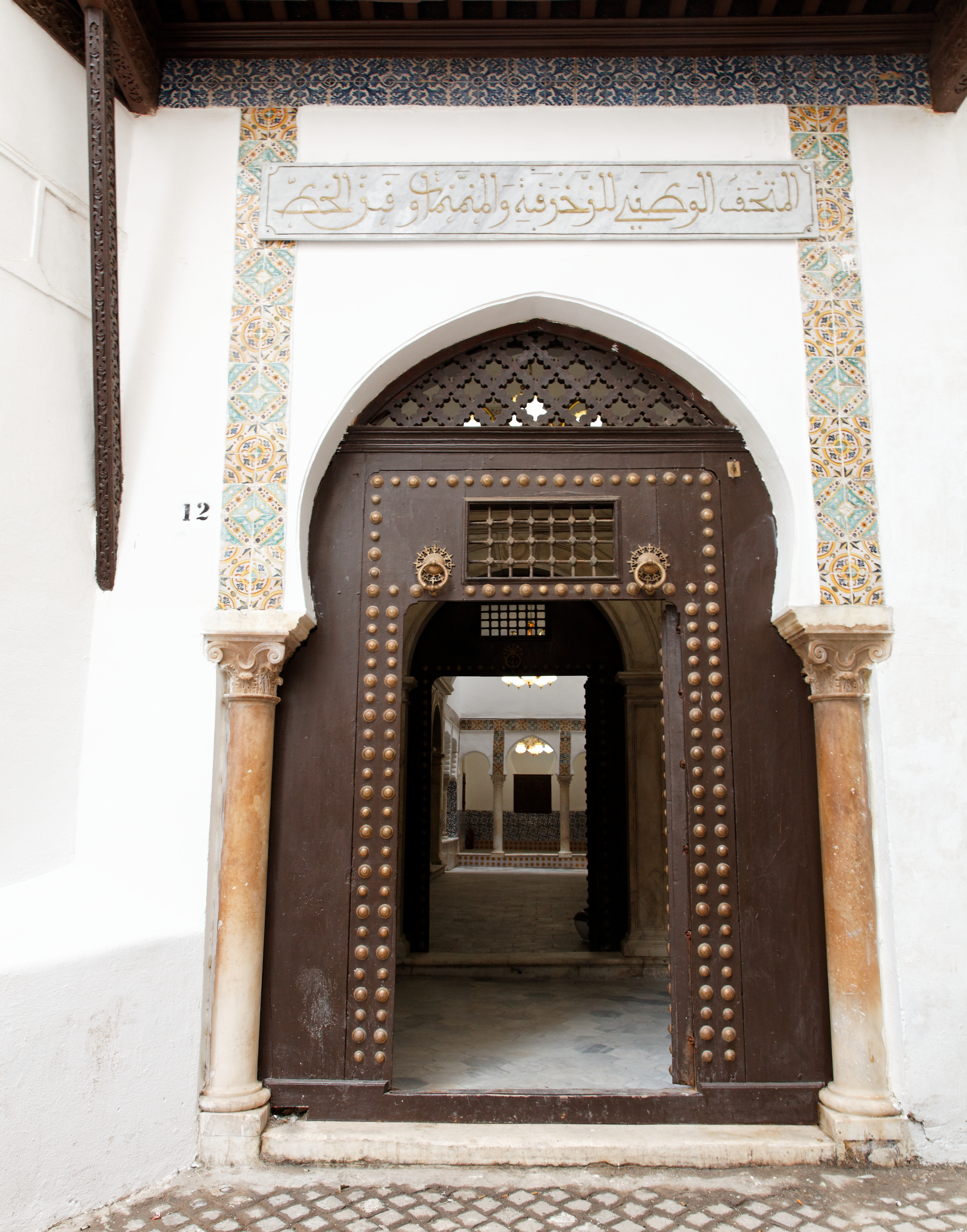
مدخل دار مصطفى باشا.
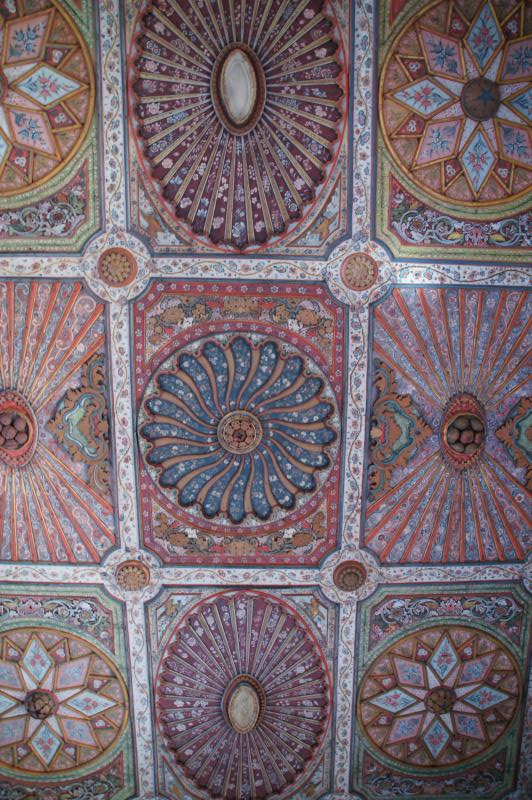
سقف خشبي منحوت في قصر الرايس.
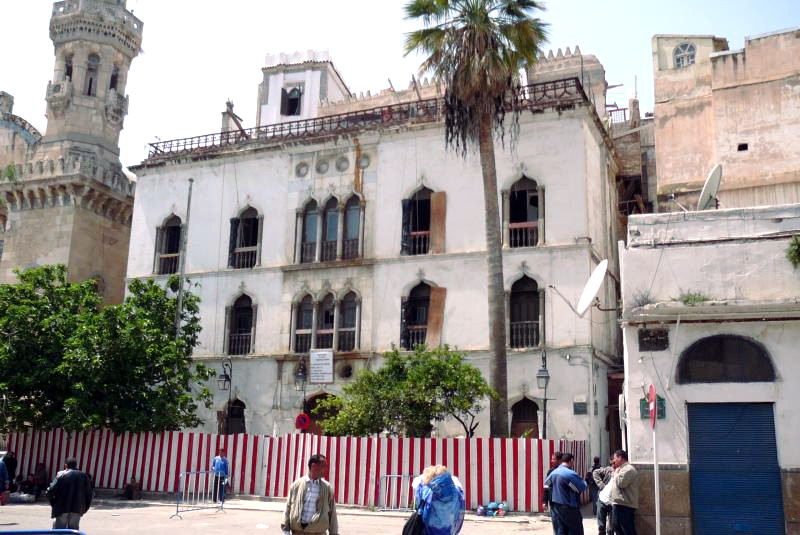
دار حسان باشا.
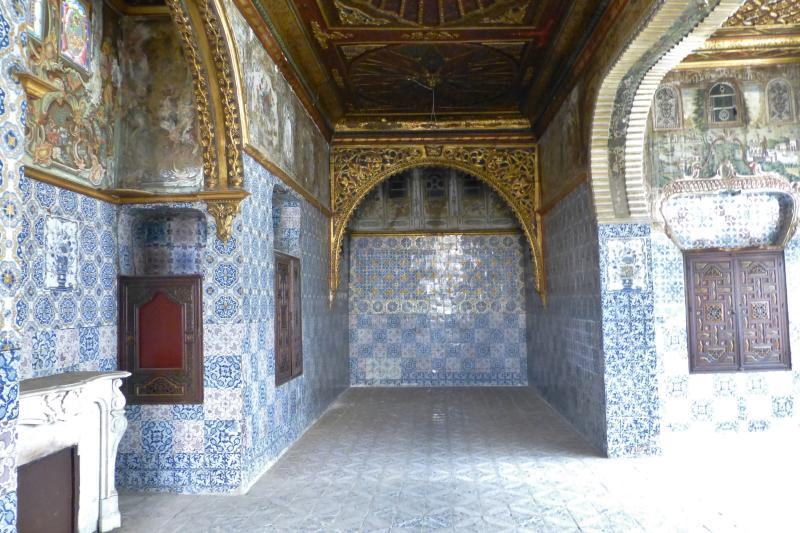
داخل دار حسن باشا.

خلال فترة إيالة الجزائر، تقع العديد من القصور الصيفية خارج الموروس في فحص مدينة الجزائر. ويحدد الفحص المناطق المحيطة بها وضواحي مدينة الجزائر. بل هو منطقة متميزة جدا من المدينة. وهو موقع مختلف القصور الصيفية والمساكن مع الحدائق. واحدة من أكثر القصور شهرة في هذا المجمع هو باردو، الذي يضم متحف باردو الوطني.

### مساجد
ومن بين مساجد مدينة القصبة في الجزائر، جامع كتشاوة والجماع الكبير والجامع الجديد وجامع علي بيتشين وجامع سيدي رمضان وجامع سيدي محمد شريف وجامع البراني وجامع سفير.
أقدم مسجد في قصبة الجزائر هو الجامع الكبير، المسجد الكبير الذي بني في عام 1097 من قبل يوسف بن تاشفين على النمط المرابطي. نبي في وقت تأثير الفن الأندلسي على المنقطة المغاربية. أكثر ما يميز هذا المسجد هو قاعة الصلاة ومئذنتها. وتتركز قاعة الأعمدة الصلاة وترتبط ركائز قوية من الأقواس صدفية كبيرة، الفصوص لأولئك بلاطات وموحدة ومهذبة لتلك يمتد. ويزين المحراب مع الأعمدة والسيراميك. المئذنة، التي أعاد تركيبها من قبل سلطان تلمسان الزياني في عام 1324، هي ذات شكل رباعي، تعلوها فوانيس، مزينة بالسيراميك والنقوش الجميلة. الشكل الخارجي غير أصلي، وهو يتألف من أعمدة رخامية مع عواصم مزخرفة من مسجد الصيدا، كانت في ساحة الشهداء، وهدمت خلال الاستعمار.
جامع سيدي رمضان هي واحدة من مساجد العصور الوسطى في المدينة، يعود تاريخه إلى القرن 11.

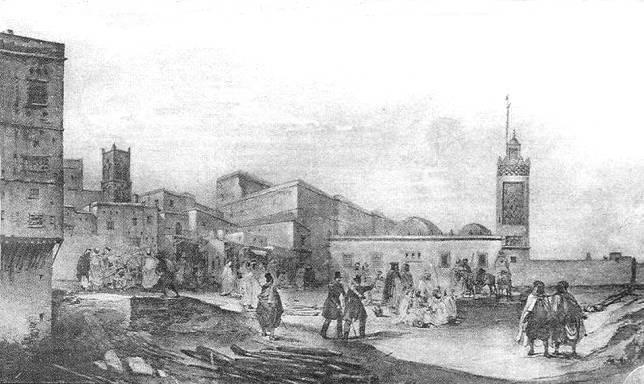
رسم يمثل الجامع القديم جامع السعيده (1830)، هدم خلال الفترة الاستعمارية.

جامع كتشاوة هو عمل فريد من نوعه، شاهد على تاريخ القصبة. بني في عام 1436، الفترة ما قبل إيالة الجزائرة، عندما حكمت السلالات الحاكمة الأمازيغية المدينة. بنيته المعمارية تجمع بين الأساليب المغاربية والتركية والبيزنطية. في الواقع، تم تجديد بنيتها خلال عهد الإيالة. خلال الاستعمار الفرنسي كانت بمثابة كاتدرائية قبل العودة إلى هويتها الإسلامية بعد استقلال البلاد. تم بناء مبنى أكثر أهمية حول 1613، تحت حكم إيالة الجزائر، ثم أعيد تصميمه مرة أخرى في 1794، تحت حكم حسن باشا. مستوحاة من عمارة المساجد التي بنيت في تركيا على الطراز البيزنطي. ابتداء من عام 1844، في ظل الاستعمار، تم إعادة ترتيبها للتكيف مع استخدامها للكنيسة الكاثوليكية ما أدا إلى اختفاء المئذنة مغاربية الطراز الي كانت مربعة في الأصل؛ تم بناء برجين في الواجهة وكذلك في تمديد غرفة الصلاة. صنفت الكنيسة كنصب تذكاري تاريخي من قبل الإدارة الفرنسية في عام 1908 وأعيدت لأصلها الإسلامي بعد إسقلال الجزائر.
جامع الجديد هي واحدة من أحدث المساجد. بني في 1660 من قبل داي مصطفى باشا يشبه إلى حد بعيد نمط العثمانيين. قببه شبه تلك ال في إسطنبول. مع ذلك، فمئذنتها التي يبلغ ارتفاعها 27 مترا، على نمط مغاربي مع مكون أصيل: فهي على مدار الساعة منذ 1853، من القصر القديم في الجنينة، وهدم خلال الفترة الاستعمارية. تم تزيين الديكور الداخلي بالأشغال الخشبية، كما أن المنبر مصنوع من الرخام الإيطالي.

مساجد=
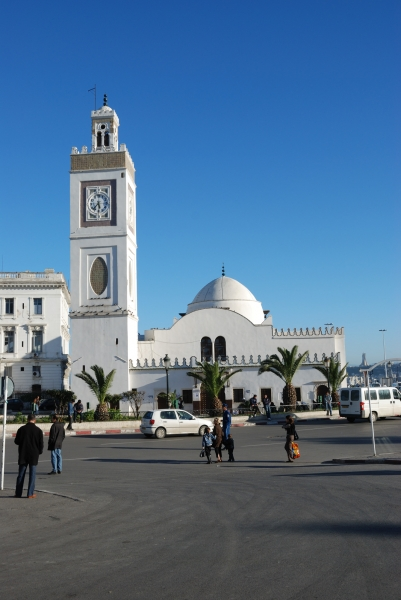
المسجد الجديد, بني في 1660.
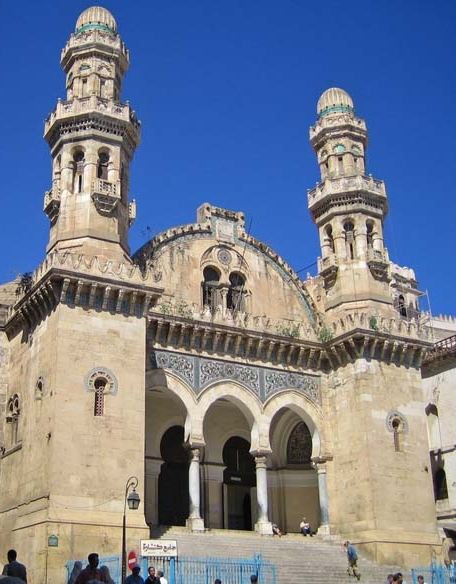
جامع كتشاوه التي تأسس في 1436.
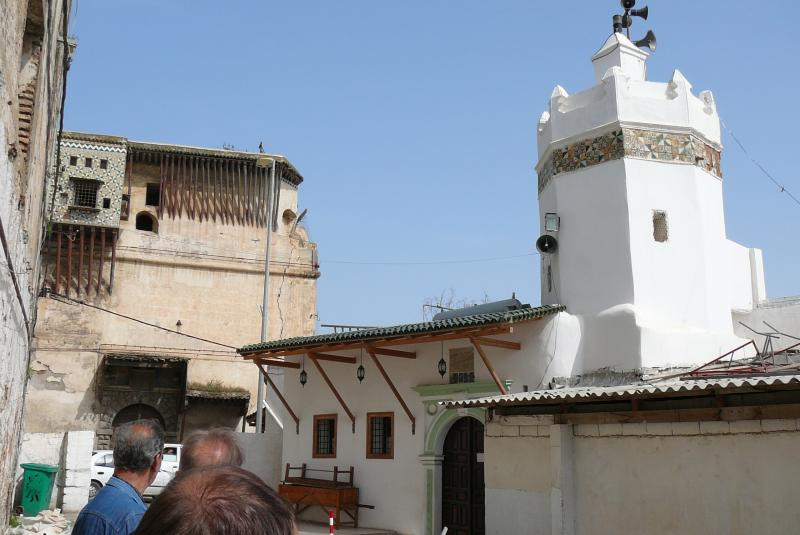
مسجد براني ; في خلفية قصر الداي.
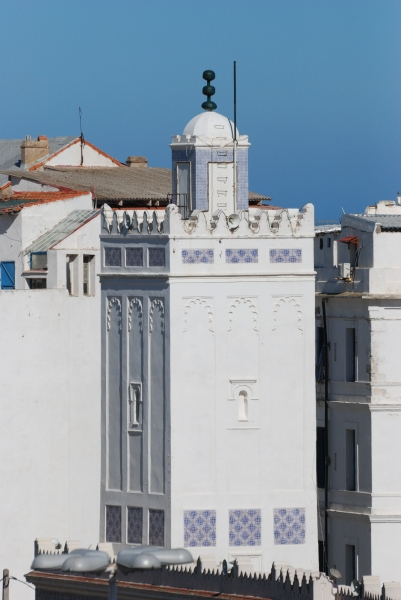
مئذنة الجامع الكبير، على النمط المغاربي.
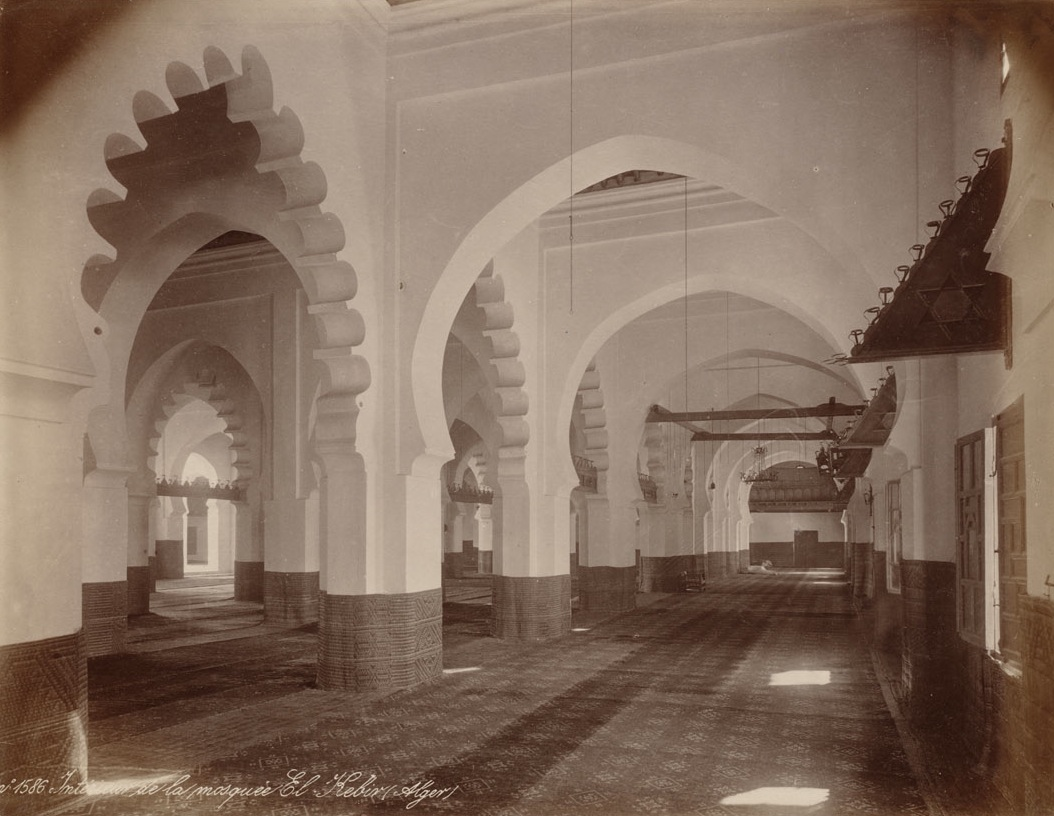
الجامع الكبير من الداخل، شاهد على (1892).

يوجد في القصبة أيضا العديد من المساجد الصغيرة مثل مسجد علي بيتشين، تعود أصوله للبندقية واعتنق الإسلام، واسمه الحقيقي هو بيسينيو. تم بناؤه في عام 1622 من قبل هذا التاجر الغني. وهو نمط عثماني مع العديد من القبب ولكن لديه مئذنة مربعة ذات نوع مغاربي. في الأصل كانت غرفة صلاة غير مزينة، بيضاء بالجير. ولكن مع مرور الوقت أضيفت الجص والديكورات الداخلية الأخرى. حاليا يتم ترميم المبنى. تم بناء مساجد أخرى بالقرب من الأضرحة، مثل جامع سيدي عبد الرحمن، الذي بني بالقرب من ضريح يحمل نفس الاسم في عام 1696. يضم قبب ومئذنة ذات ديكور غني.
كما شملت القصبة المساجد التي هدمت خلال الفترة الاستعمارية والتي تميزت بذكريات المدينة. أما مسجد الصيدا، الذي كان يقع سابقا في مكان ساحة الشهيد، فقد هدم في عام 1832. واستخدمت أعمدته في تطوير بيت جامع الكبير، المسجد الكبير في عام 1836. أما المساجد الأخرى مثل مسجد المسيلة المجاور لباب الوادي، في عام 1829 م، وهي جامع ميزومورتو، التي بناها دي ميزومورتو، وهي جماعة جامع مطر ساتينا مريم، وهي « نوتردام مريم"، في عام 1837، (94). جامع لي هود، « المسجد اليهودي"، هو كنيس بني بين 1850 و1865، الذي يصبح مسجدا على استقلال البلاد، بعد رحيل الجالية اليهودية المحلية.

### المعقل والهياكل الدفاعية
القصبة في حد ذاتها معقل، على مرتفعات المدية العتيقة، وتمتد أكثر من 9000 م2 مع 7500 م2. يعود تاريخ بنائها إلى عام 1597، على موقع مؤسسة الزيريون. أصبح مقر سلطة داي الجزائر في 1817.
وهي مجمع مباني تضم:
- قصر الداي ؛
- قصر مخصص ببايات قسنطينة، هران، المدية، التابعين للداي ؛
- مسجدين، أحدهما للداي والآخر للإنكشاريين ؛
- المخزن، وهي مؤسسة عسكرية لتصنيع الملح الصخري والبارود؛
- ما تبقى من ملاجئ وحديقة قديمة حيث وجدت أشجار غريبة والنباتات للأبحاث وقفص الطيور النادرة.

خلال الفترة الاستعمارية، هدم الفرنسيون كل المباني التي شكلت المعاقل من أجل إنشاء طريق، حاليا شارع محمد طالب. معقل الجزائر لايزال قيد الترميم في عام 2015.

«=
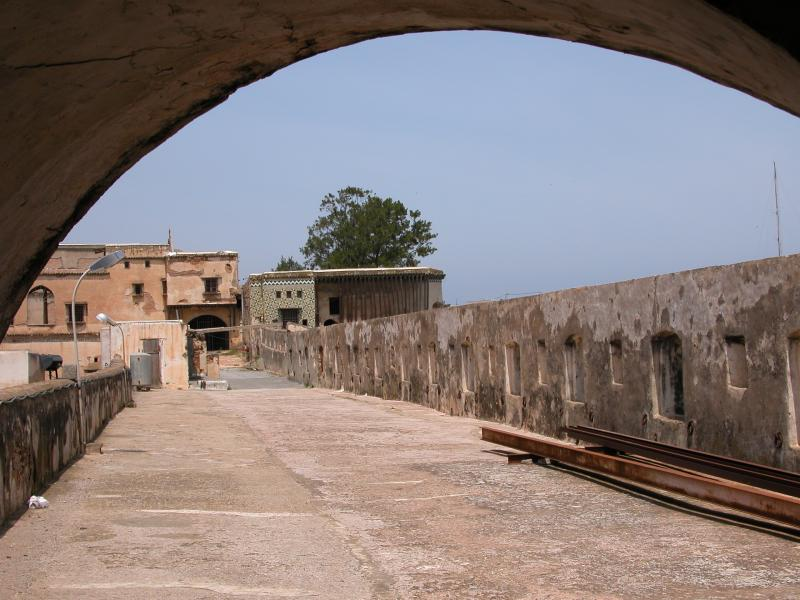
منظر لحصن المعقل الذي يعطي اسم قصبة إلى المدينة القديمة.
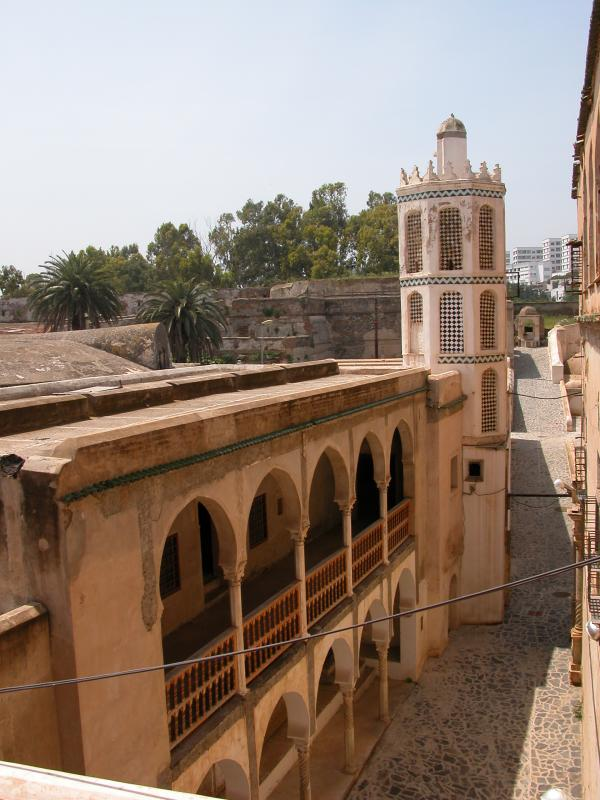
نظرة لمأذنة المعقل.
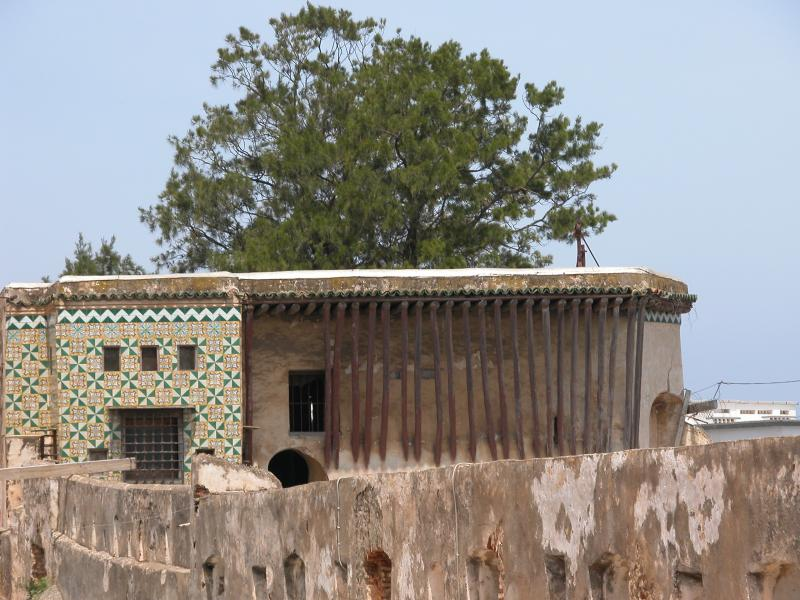
منظر لجزء من قصر دار سلطان، قصر آخر داي للجزائر.

المعقل ليس الهيكل الدفاعي الوحيد. وتحيط المدينة في الأصل بوابات باب عزون وباب الوادي وباب جديد وباب جزيرة. دفاعا عن نظام أوسع من الحصون (بورج)، الذي أنشئ من القرن السادس عشر إلى القرن السابع عشر، كتلك الموجودة في الفنار في الميناء، ومولاي حسن (أو حصن الإمبراطور) في المناطق النائية، وتامنتفوست على الجانب الآخر من خليج الجزائر. برج الفنار لا يزال موجودا، تماما مثل الحصون من الأميرالية، ولكن العديد من هدمت خلال الفترة الاستعمارية. على شاطئ البحر، واحد من آخر شهود من هياكل المدينة هو قصر الأشعة. الواجهة البحرية للمظهر الضخم تحتوي على مدفع يواجه البحر. وقد حاصرت القصبة في القاعدة جدار محيطي، لا توجد به سوى بقايا، مثل سجن سيركادجي المقابل.

الهياكل=
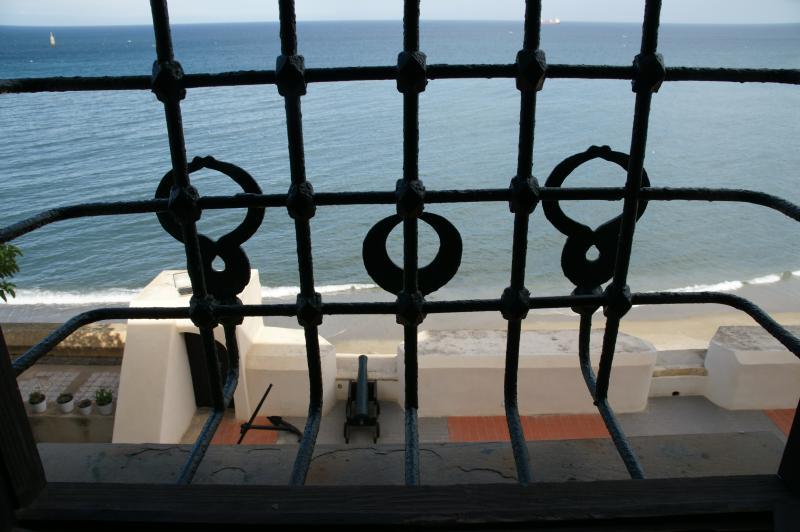
قصر الرياس.
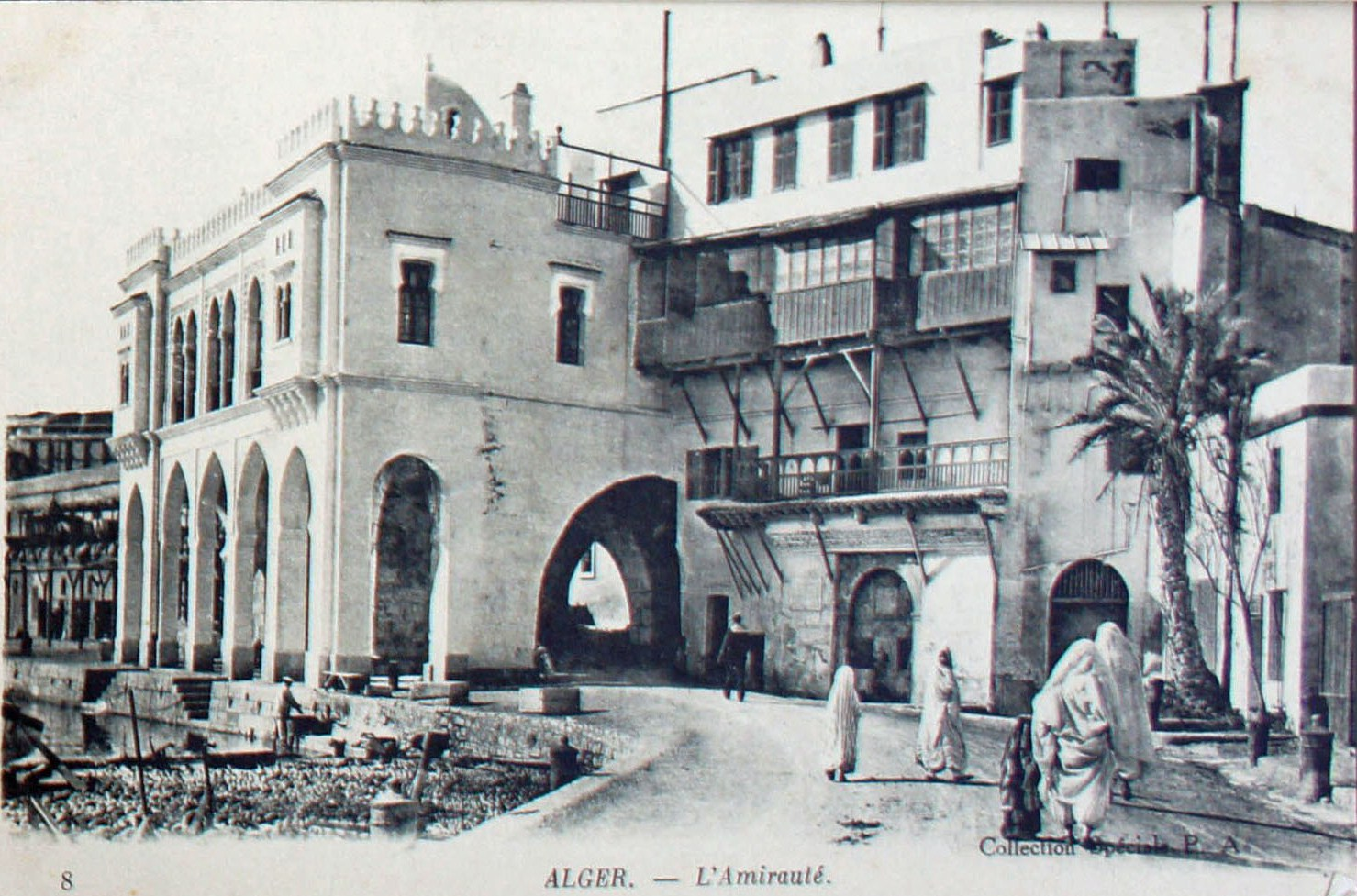
برج الفنار (1916), مقعد كابتن رايس, سيد ميناء أوكيل الحرج,، وزير البحرية خلال فترة إيالة الجزائر.
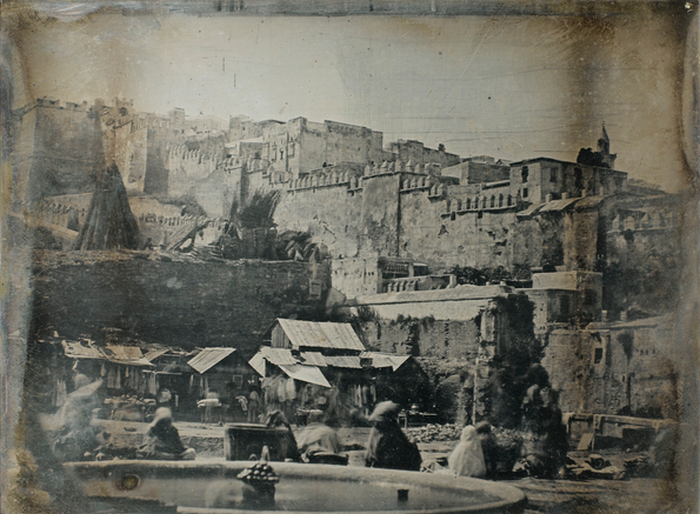
جدران الجانب الجنوبي الشرقي للجزائر في القرن التاسع عشر قبل الهدم.
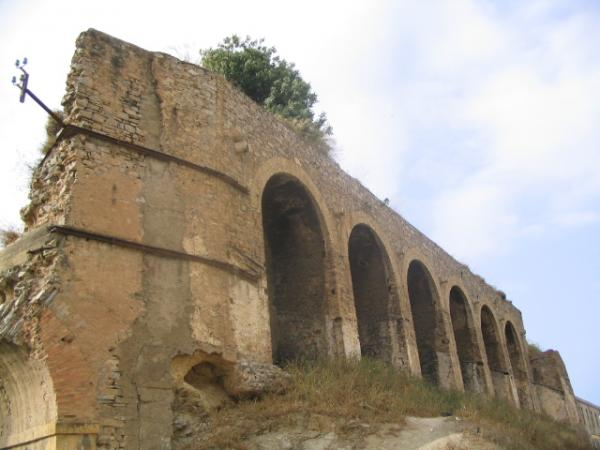
الأسوار، الجانب الغربي من المدينة.
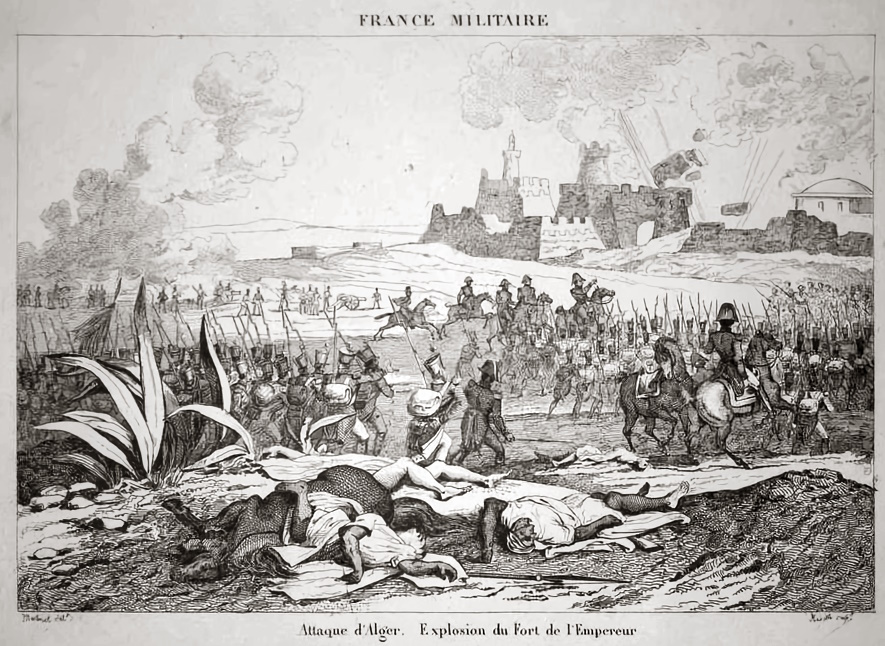
برج تامنتفوست يقع قبالة خليج الجزائر.برج تامنتفوست يقع قبالة خليج الجزائر.
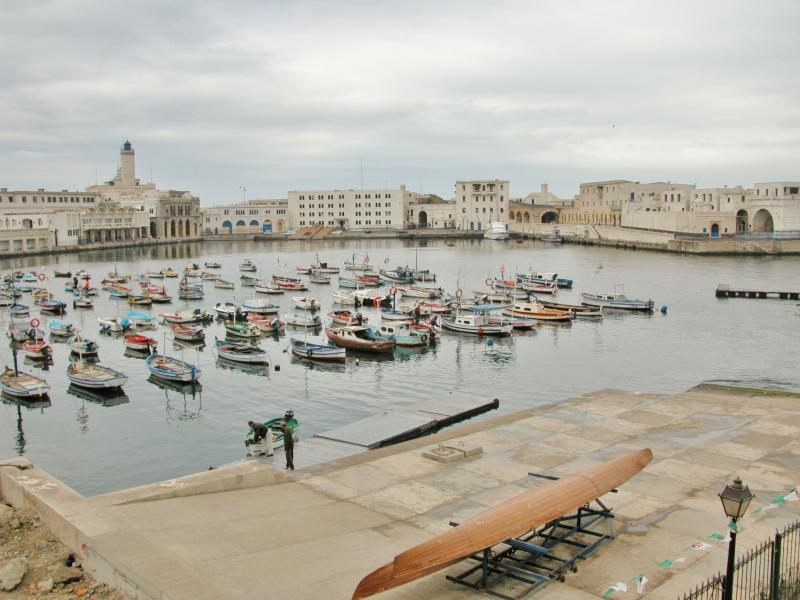

### تدهور المباني والتدهور الاجتماعي

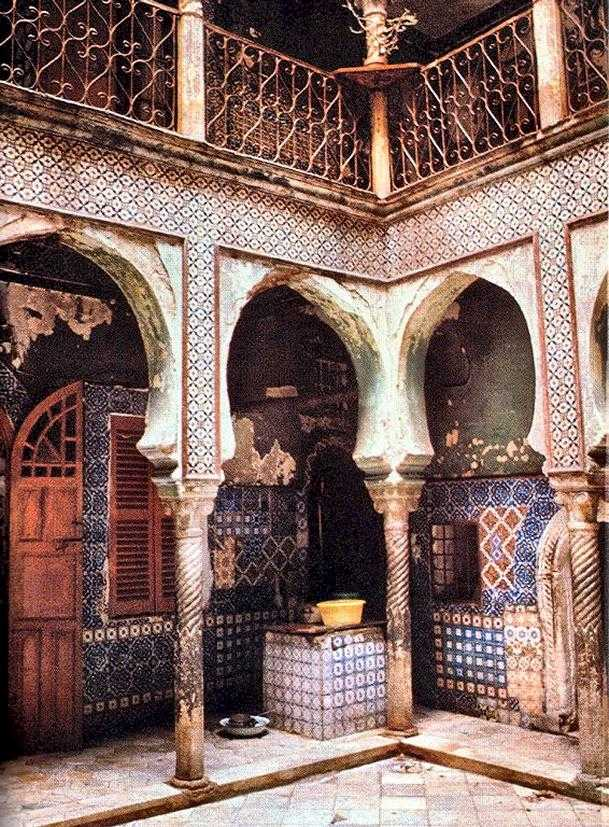
بيت متدهور في القصبة.

تواجه القصبة تحديات متعلقة بمكانتها باعتبارها تراثا مأهولة بالسكان. منذ الفترة الاستعمارية، تم نقلها إلى الخلفية، وفقدت تدريجيا دورها كمركز حضري. وهي تعاني من عمليات الهدم لإفساح المجال أمام التحضر الجديد.وينظر إلى البلدة القديمة، في الحقبة الاستعمارية، باعتبارها مهجور: مخبأ خطير ومكان هامشي للسكان الفقراء. ولكن وبصرف النظر عن هدم القصبة السفلى وبناء المناطق النائية، لم يعاني المبنى من أي تدهور كبير خلال هذه الفترة لأنه ظهر بين السكان « شكلا من أشكال الإدارة المجتمعية للمساحات العامة والخاصة »في مقاومة نموذج هوسمان الحضرية التي تروج لها السلطات الاستعمارية.

## الثقافة

### الحرف

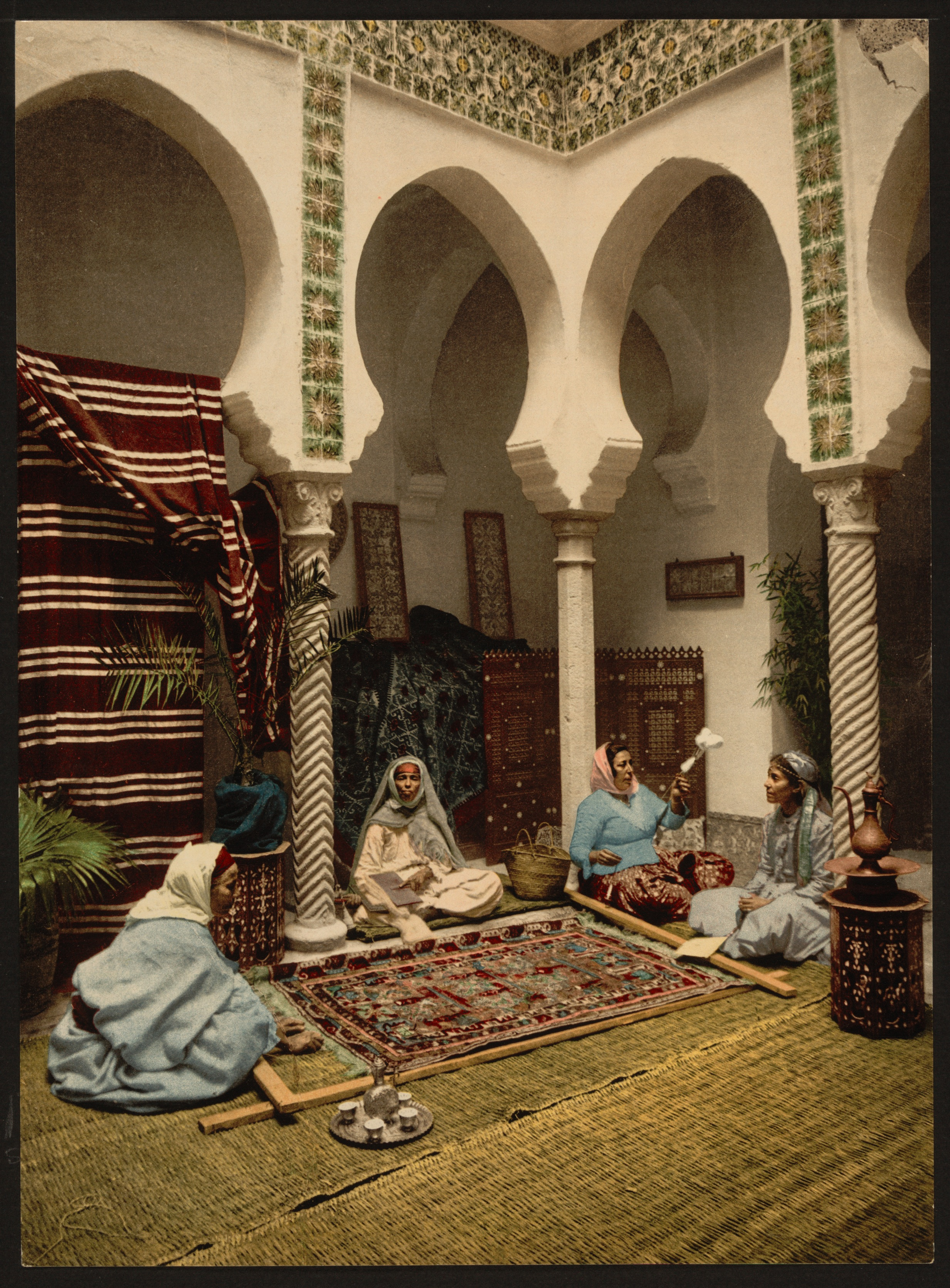
نساء الجزائر ينسجن الزرابي (1899).
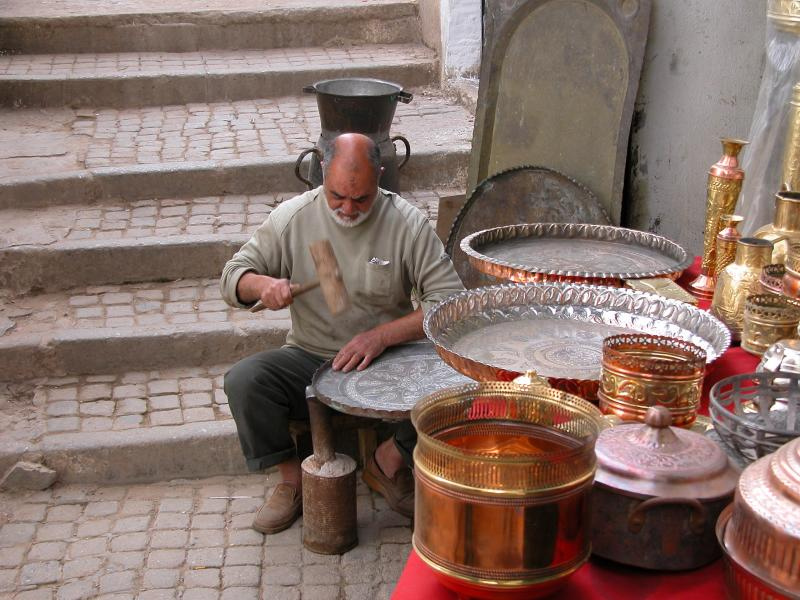
حرفي النحاس.
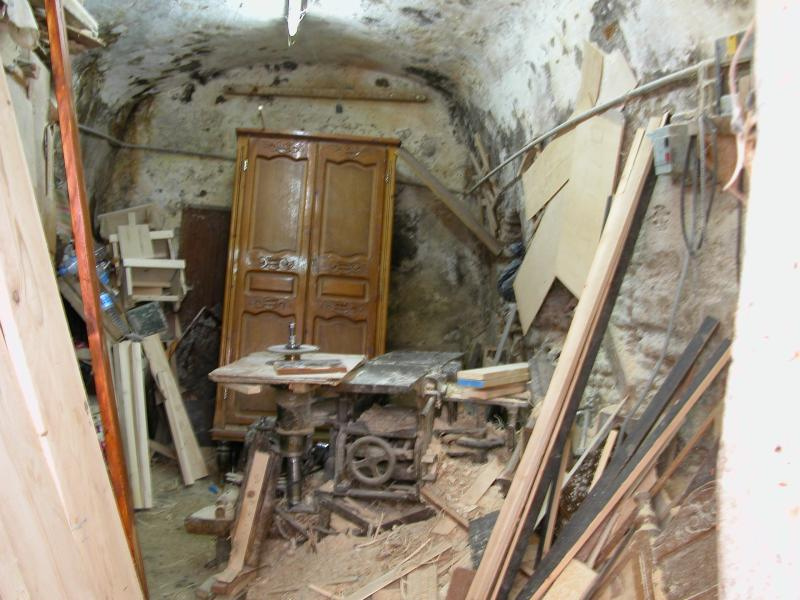
ورشة نجارة من القصبة.
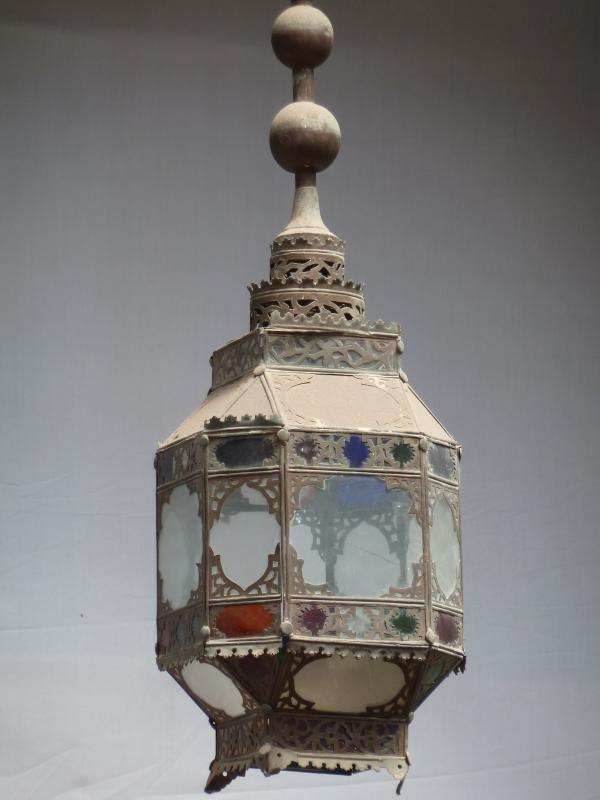
ثرية نحاسية.

### القصبة في الفنون

#### السينما
مدينة الجزائر هي قلب سينمائي غني. تم تصوير أربعين فيلما روائيا ومئة فيلم قصير في القرن العشرين، أشهرهم فيلمزاد (1969) ومعركة الجزائر لجيلو بونتيكورفو (1969). استلهت القصبة الإنتاج المحلي من عام 1969، تحيا يا ديدو (1971)، عمر قاتلاتو (1976)، الخريف، أكتوبر في الجزائر (1988)، مدينة باب الوادي (1994).

#### اللحات

« نساء الجزائر في غرفهن »، رسم زيتي لأوجين ديلاكروا (1798–1863).

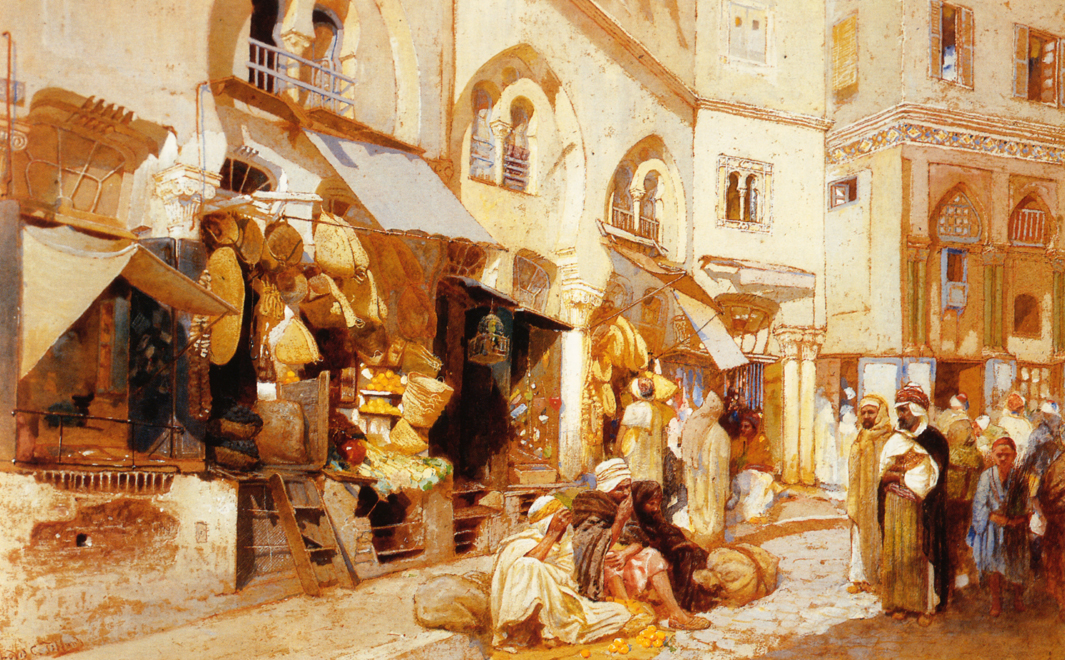
« محلات جزائرية » للويس كومفورت تيفاني (1875).

ألهمت قصبة الجزائر العديد من الرسامين الجزائريين والأجانب، خاصة من خلال الاستشراق الحالي. في القرن ال 19، كانت مصدر إلهام للفنانين مثل الرسام يوجين يوجين ديلاكروا. واحد من أشهر الرسامين الذين رسمو القصبة هو محمد راسم، وهو ابن القصبة. أعماله توضح الفترة الأولى من القصبة من خلال العودة إلى التقليد الشعبي الجزائري؛ هي الآن، في معظمها، محفوظة في متحف الجزائر العاصمة. لويس كومفورت تيفاني، رسام أمريكي، عرف أيضا فترة الاستشراق وزار مدينة الجزائر في عام 1875. بين عامي 1957 و1962، رسم الرسام رينيه سينتيس القصبة. تعكس لوحاته، ولا سيما بوتت ماتين، لا مارين وكيرفيو  جو الاضطرابات في مدينة الجزائر خلال ثورة التحرير الجزائرية.

#### المؤسسات الثقافية

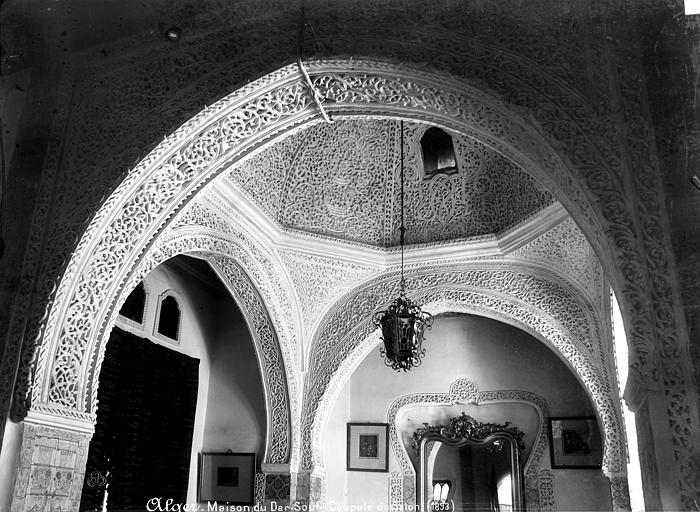
داخل قبة دار سوف (1893)، وتقاسم دار مصطفى باشا دور « المكتبة الوطنية والآثار القديمة في الجزائر » القديمة من 1863 حتي 1950.

منذ القرن التاسع عشر، ضمت القصبة مؤسسات ثقافية مثل « المكتبة الوطنية والآثار في الجزائر"، التي تأسست في عام 1863، وتحتوي على 30,000 مجلد و2000 مخطوط عربي وتركي وفارسي. قصر دار خداودج العمية هو أيضا مؤسسة ثقافية. مقر أول بلدية في الجزائر العاصمة بين عامي 1833 و1839، تنسبه الحكومة العامة للجزائر دور « الخدمة التقنية للحرفية"، ويوجد معرض دائم للفنون الشعبية يستقر هناك. في عام 1961 أصبح « متحف الفنون الشعبية والتقاليد"، وفي عام 1987، « المتحف الوطني للفنون والتقاليد الشعبية »133. في عام 1969، استضافت الجزائر الطبعة الأولى من مهرجان اتحاد أفريقيا في الجزائر العاصمة. في هذه المناسبة، رحبت القصبة بفنانين مختلفين من القارة أو الشتات الأفريقي، وأيضا الحركات الثورية مثل حزب الفهود السود. تم إعادة جدولة هذا المهرجان في عام 2009، عندما يتم تكريم تراث القصبة أيضا.
يضم قصر الرياس، بعد ترميمه في عام 1994، « مركز الفنون والثقافة"، حيث تقام المعارض المؤقتة والمتاحف والعروض على الشرفة التي تطل على البحر.
كما تستضيف القصبة بعض ورش العمل والزيارات إلى « المهرجان الثقافي الدولي لتعزيز هياكل الأرض"، الذي نظمته وزارة الثقافة الجزائرية. في عام 2007، تم تعيين الجزائر العاصمة « عاصمة للثقافة العربية"، وهي فرصة لإعادة تنشيط مسألة التراث وترميمه. يشهد هذا الحدث الثقافي افتتاح « المتحف الجزائري المصغر والإضاءة"، الذي تم تركيبه في قصر دار مصطفى باشا. دار عزيزة، قصر القصبة السفلى، جزء من الفرقة السابقة لقصر جنينة، هو مقر « الوكالة الوطنية للآثار »قبل أن يصبح مقر « مكتب الإدارة واستغلال الممتلكات الثقافية المحمية ».

#### التراث المكتوب
تتمتع مدينة الجزائر بتراث تاريخي كتابي مهم. في عام 1872، كان هناك 866 مجلدا في مكتبات مختلفة: جامع الكبير، جامع الجديد، سيدي رمضان وسيدي عبد الرحمن. جامع الجديد ظم في ذلك الوقت 555 مجدلا، المكتسبة من تبرعات دايات الجزائر. فقد جامع جديد على ما يبدو ثلثي المجموعة في عام 1830.
نوع آخر من التراث المكتوب هو التشريفات من إيالة الجزائر. وهو سجل وتجميع للبيانات الإدارية للأيالة. في عام 1830، يتم إيداع السجلات الموجودة في قصر الداي والمسؤولين الرئيسيين في الأرشيف العربي للعقارات. تتعلق هذه السجلات بجمع الضرائب وإدارة ممتلكات البيليك. هناك معلومات متناثرة، وعلاقات من الحقائق التاريخية أو الأحداث الملحوظة، وعلى مختلف الأشياء، الملاحظات على الإدارة، والجزيرة التي دفعت إلى الإيالة من قبل مختلف الدول.

#### الماء في الثقافة
يجب وضع دور الماء في القصبة ضمن البعد التاريخي. توزيع الماء في المدينة يعتمد على عدة مجالات من بينها الهندسة المعمارية والهندسة. وتشكل جودة الحياة « المرتبطة بالمياه"، التي تعرف المياه، تحديا خاصا للعديد من مدن البحر الأبيض المتوسط. وتساهم المياه، بالإضافة إلى المشاركة في الأصالة الحضرية للمدينة، في إطعام التراث غير المادي بأكمله

Fontaine mauresque dans une ruelle.عين سيدي محمد الشريف.
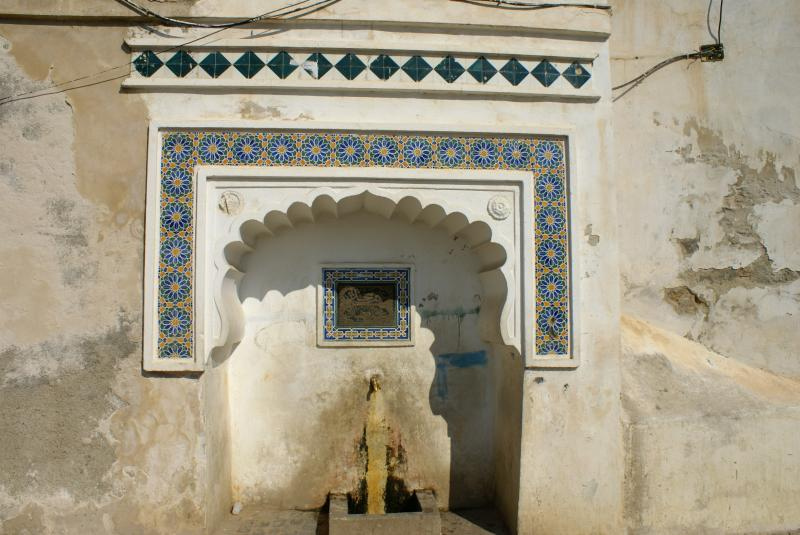
عين سيدي رمضان.
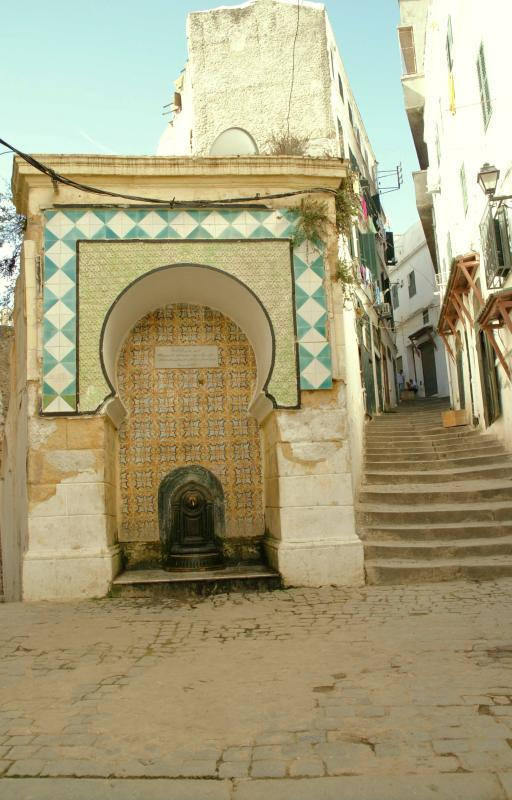
عين بير شبانة.
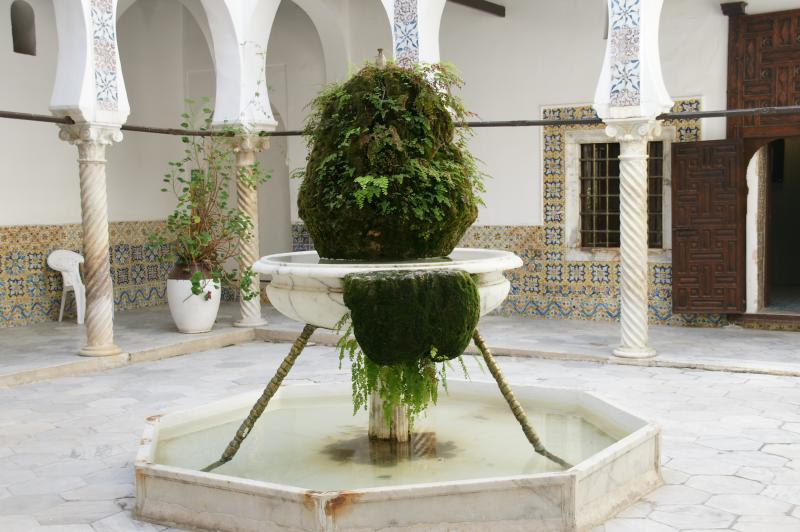
نافورة في فناء « دار مصطفى باشا ».

## معالم القصبة
- التاريخ
  - الوصاية العثمانية في الجزائر
- حرب الجزائر
  - ياسف سعدي
  - علي لابوانت
  - حسيبة بن بوعلي
  - عمر الصغير
- شخصيات مشهورة ولدت في القصبة
  - محيى الدين بشطارزي
  - ليلي بونيش
  - عبد القادر شاعو
  - الحاج محمد العنقة
  - باية حسين
  - ياسف سعدي
  - رويشد
- أبوابها كان لها 5 أبواب وهي :
  - باب جديد
  - باب دزيرة
  - باب عزون
  - باب الواد
  - باب البحر

كانت الأبواب تغلق عند غروب الشمس ولا تفتح إلا عند طلوعها.

## السياحة
-تعدّ القصبة مركزا سياحيا هاما لما تحتويه من آثار عريقة وقصور غاية في الجمال والتصميم على الرغم من تعرضها للسرقة والتهديم المتعمد في فترة الاستعمار الفرنسي, وتعرضها للكوارث التي حلت بالجزائر في الفترة الأخيرة من فيضانات وزلازل.
-أدرجت في 1992 من طرف اليونيسكو في سجل التراث العالمي.

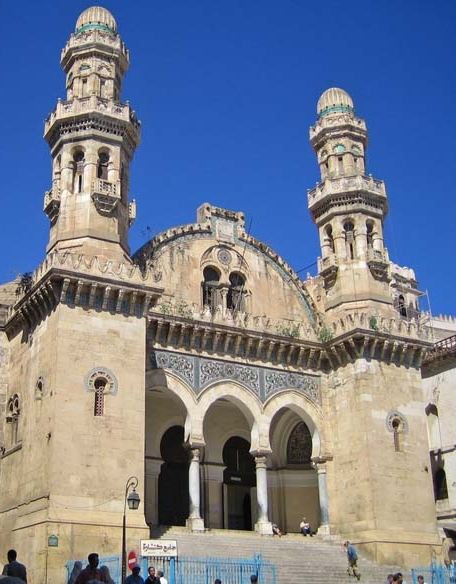
جامع كتشاوة
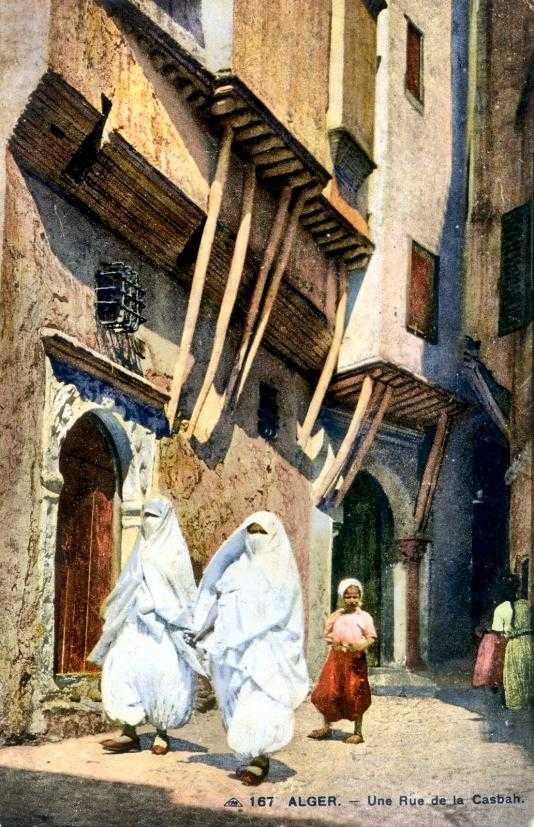
أحد شوارع القصبة
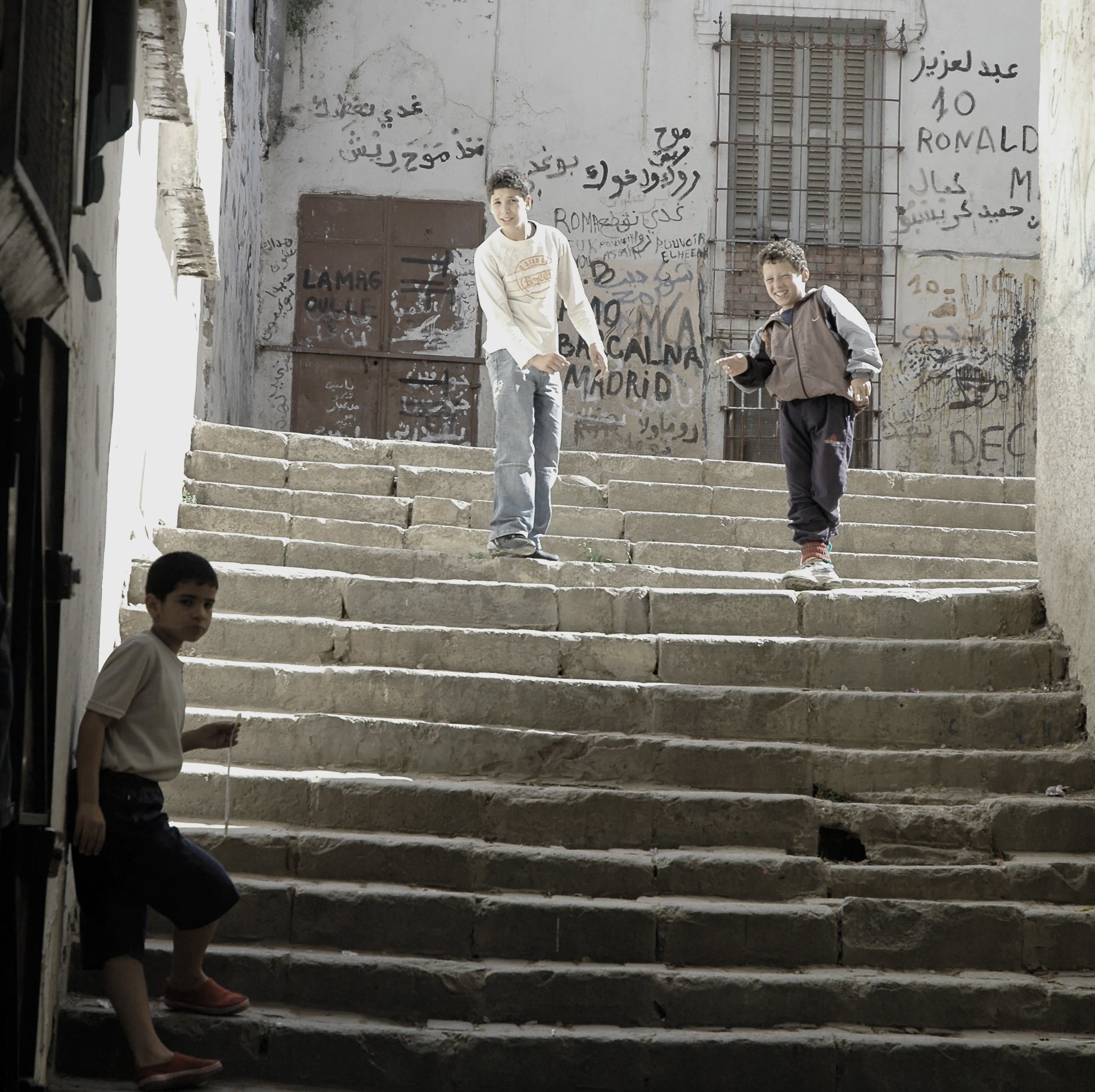
أدراج القصبة الضيقة
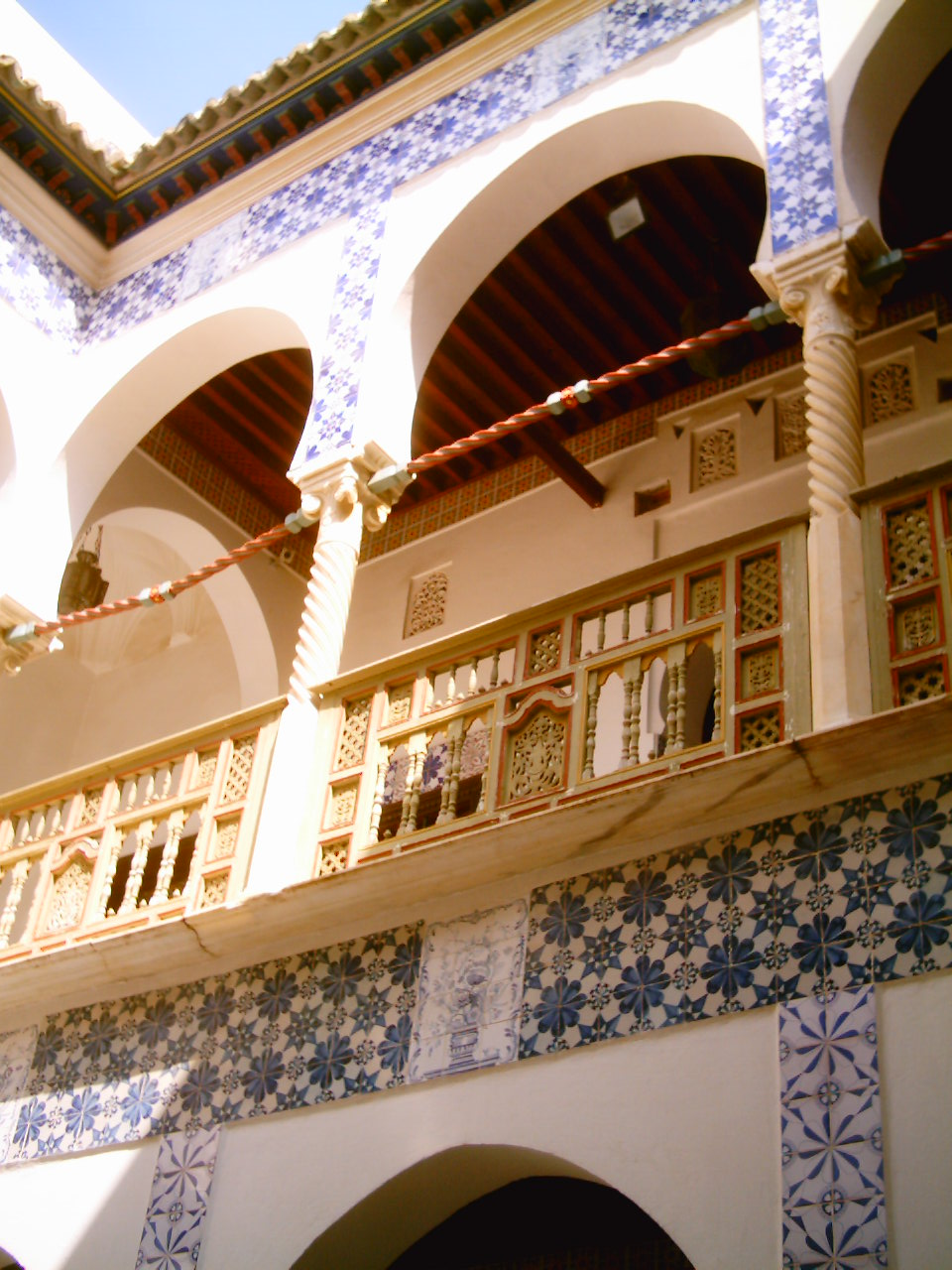
قصر الرايس

## المساجد
تحتوي القصبة على العديد من المساجد التي تشرف عليها مديرية الشؤون الدينية والأوقاف لولاية الجزائر تحت وصاية وزارة الشؤون الدينية والأوقاف.

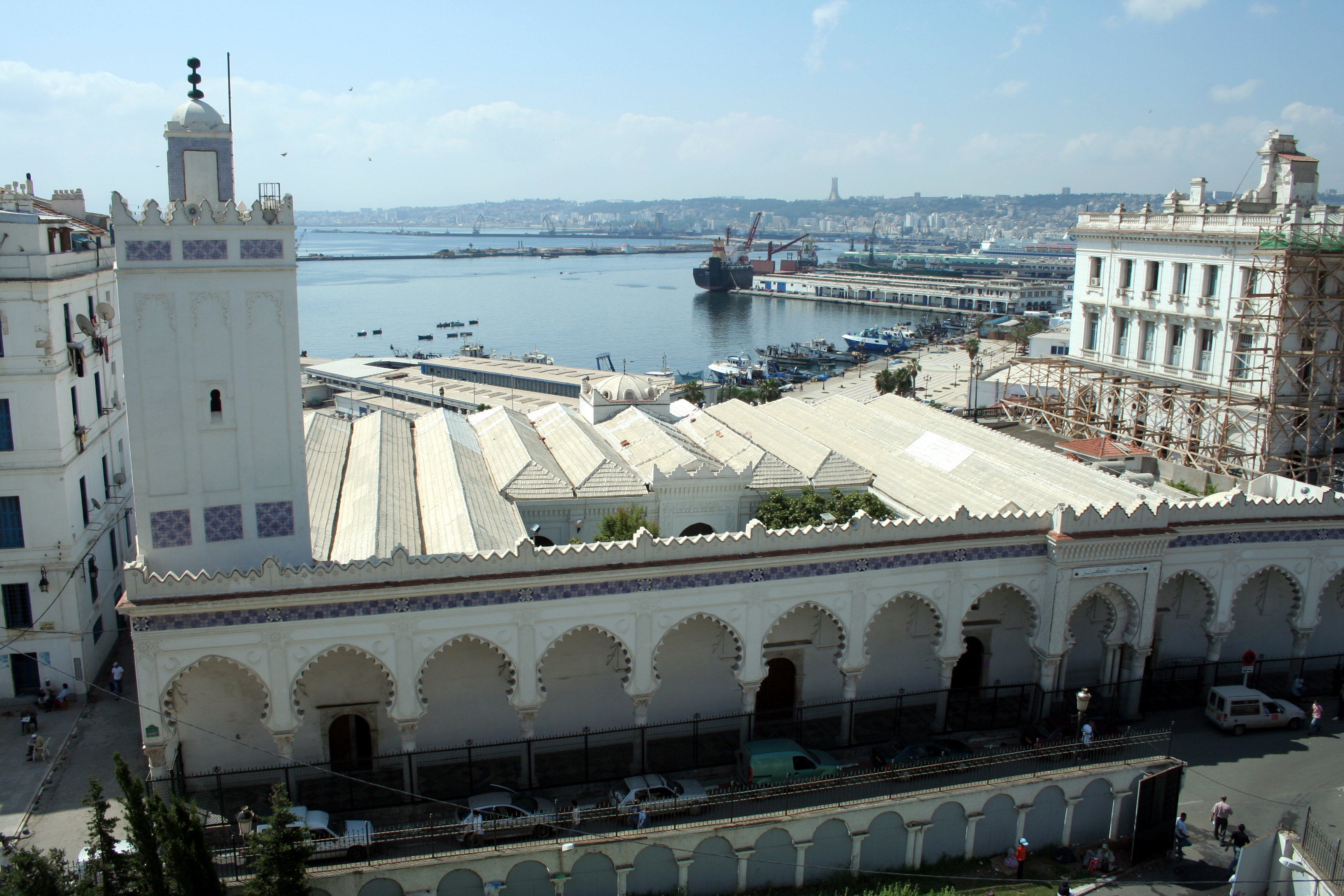
الجامع الكبير
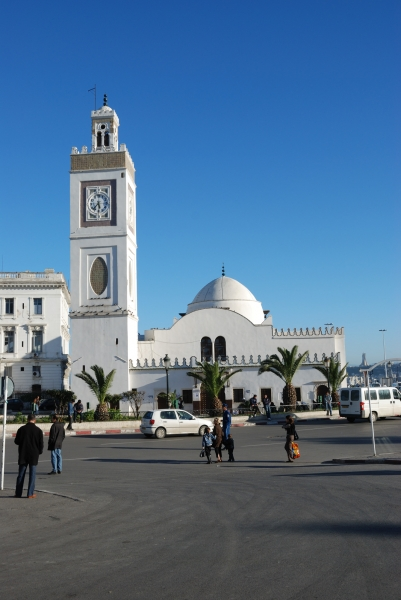
الجامع الجديد
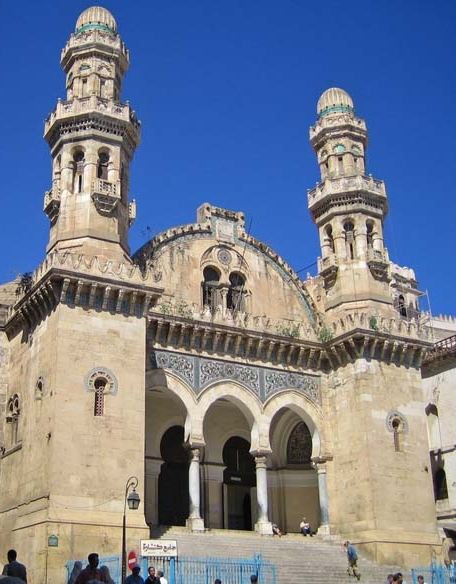
جامع كتشاوة
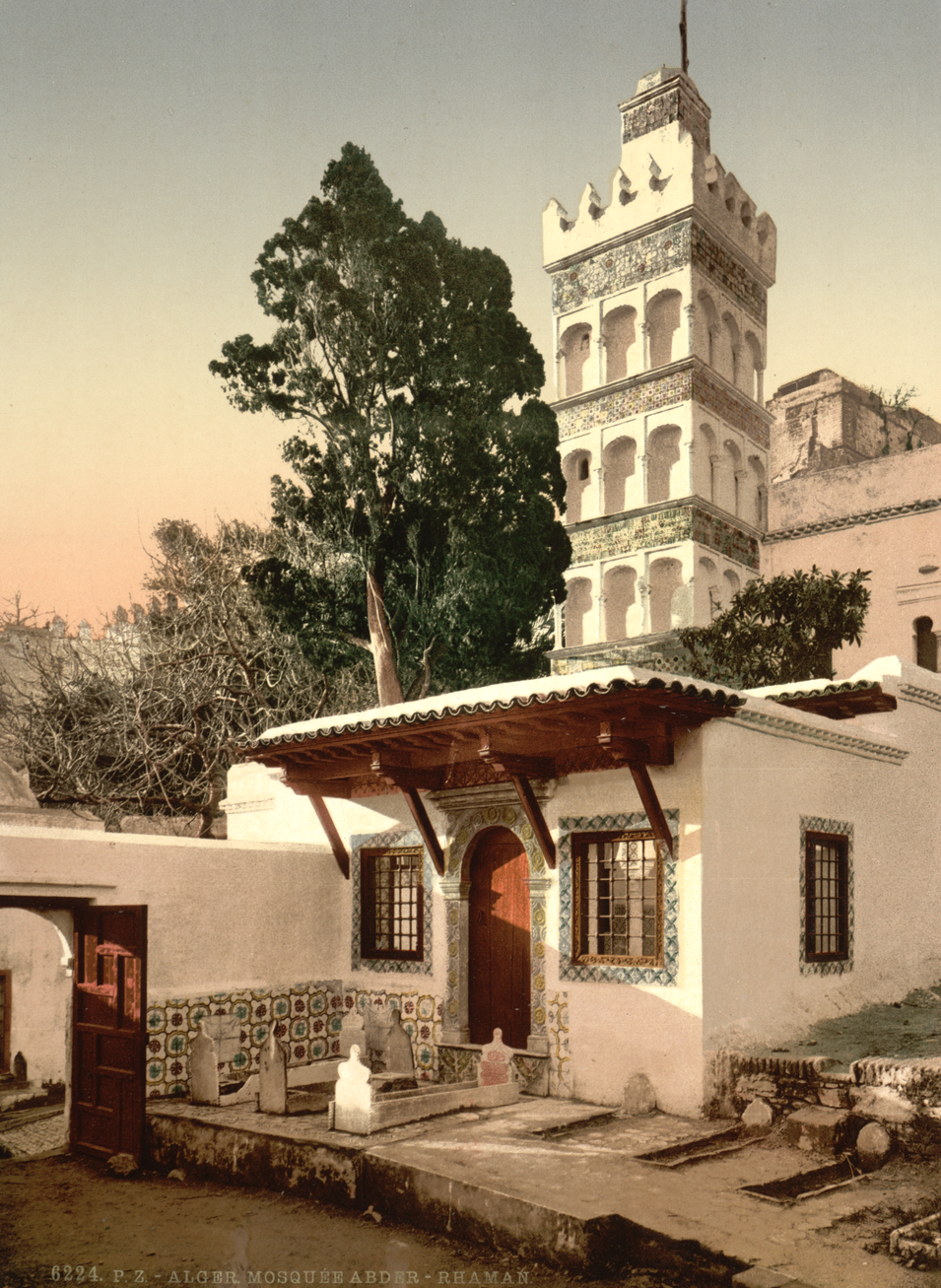
مسجد سيدي عبد الرحمن الثعالبي
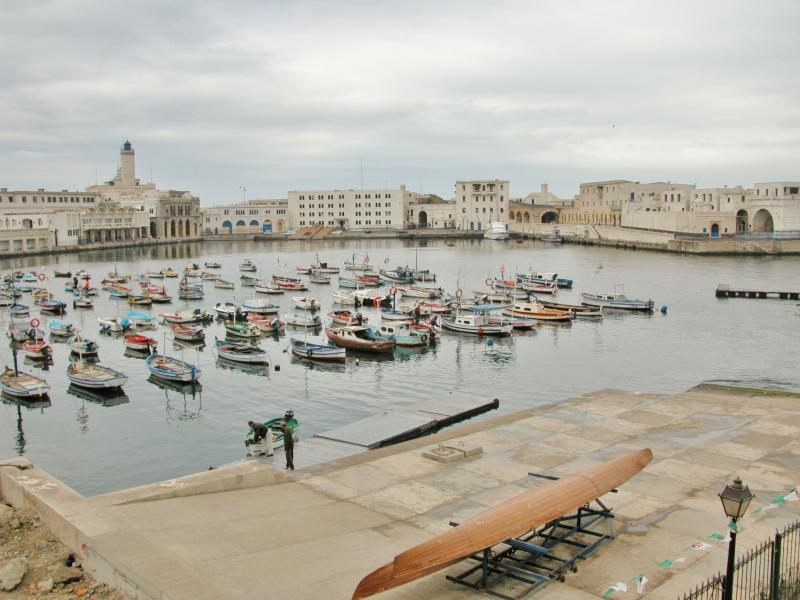
مسجد سيدي إبراهيم السلامي البحري
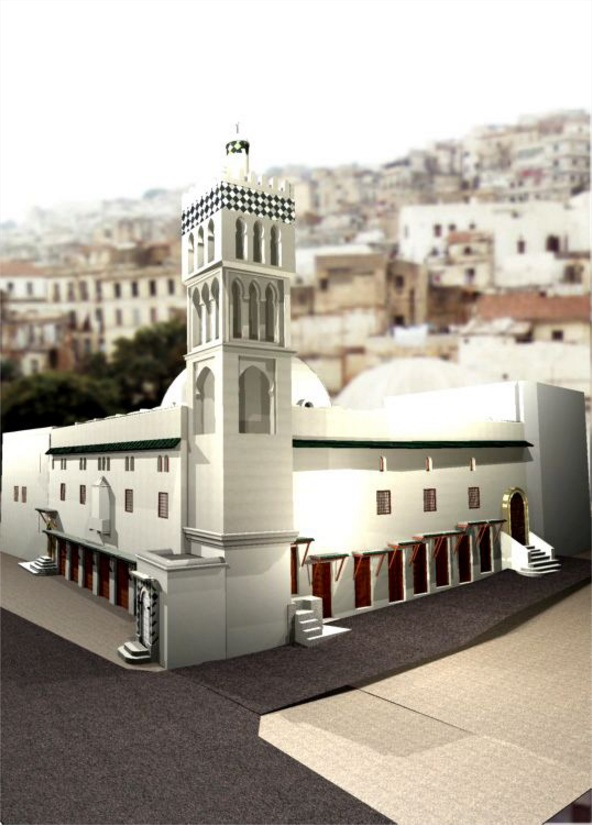
مسجد علي بتشين
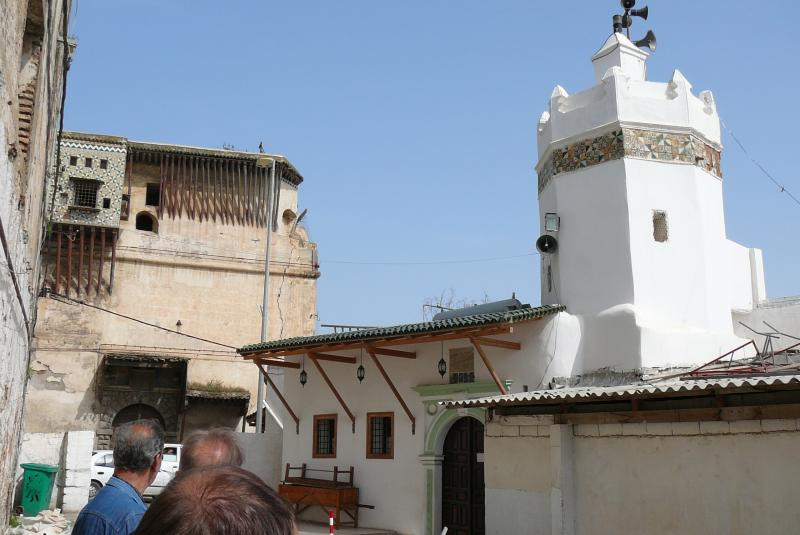
مسجد براني
مسجد سفيرمسجد سفير
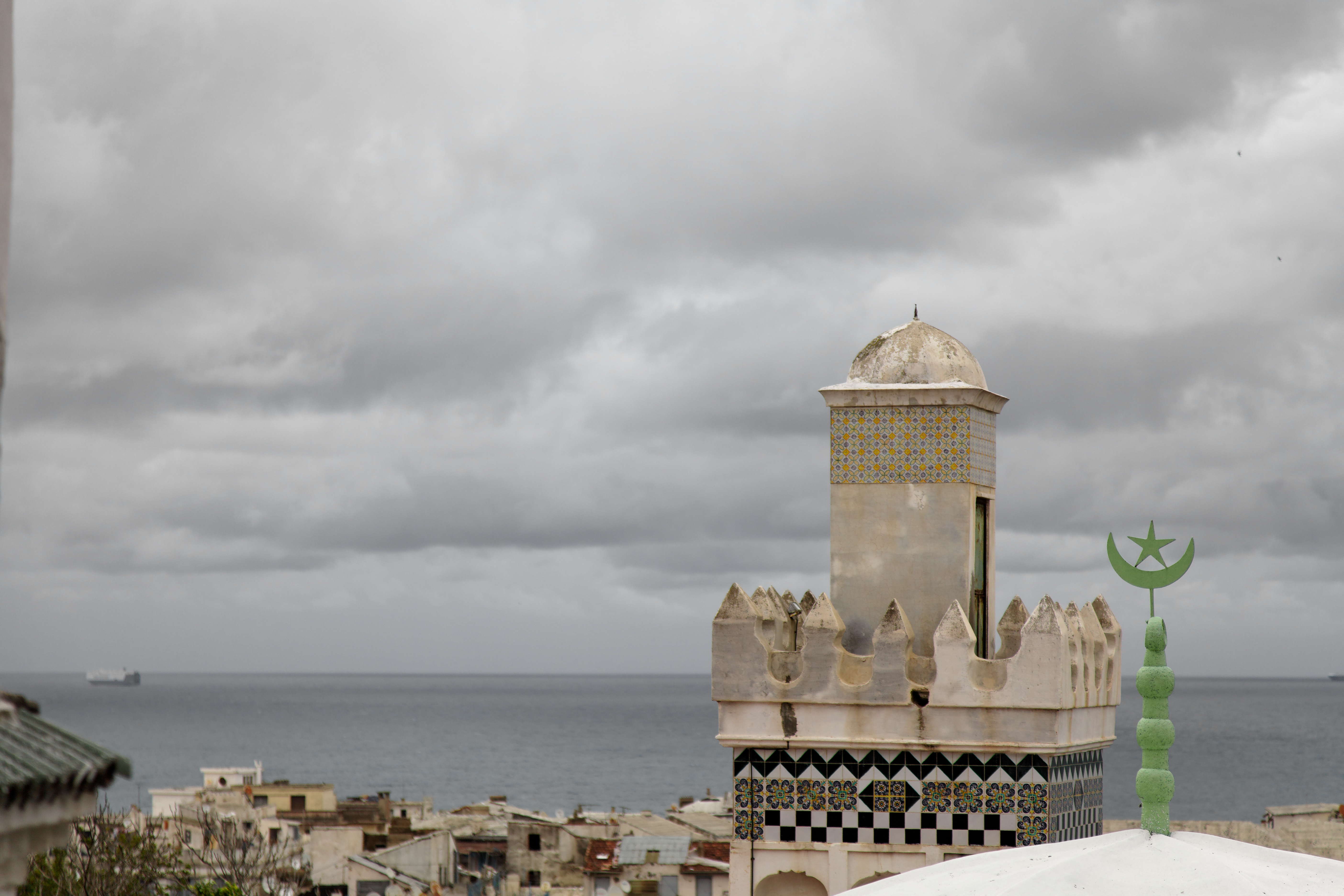
مسجد سيدي رمضان

## الشواطئ
تمتاز هذه البلدية العاصمية بساحل متوسطي طوله بعض الكيلومترات.
ويطل أو يرتبط ساحل هذه البلدية بخليج الجزائر ذي الحركية الكبيرة السياحية والتجارية.
كما تحتضن هذه البلدية العديد من الشواطئ البحرية.
- شاطئ قاع الصور

## شخصيات
- سيدي عبد الرحمان الثعالبي
- سيدي إبراهيم السلامي البحري
- محمد العمالي
- محمد شارف الجزائري
- جميلة بوحيرد
- جميلة بو عزة
- جميلة بوباشا
- إبراهيم بوسحاقي
- عبد الحليم بن سماية
- حميدة العمالي
- محمد الدواخ
- محمد بابا عمر
- عبد الرحمان الجيلالي
- أحمد بن تشيكو
- أبو يعلى الزواوي
- علي العمالي
- مصطفى الكبابطي [الفرنسية]
- مصطفى تومي

- علي لابوانت
- عمر ياسف
- محمود بوحاميدي

## مواضيع ذات صلة
- تاريخ ولاية الجزائر
- بلديات ولاية الجزائر
- دوائر ولاية الجزائر